# Pierre Mac Orlan
Vous lisez un « bon article » labellisé en 2012.
Pour les articles homonymes, voir Orlan (homonymie).
Pierre Dumarchey, dit Pierre Mac Orlan, né le 26 février 1882 à Péronne (Somme) et mort le 27 juin 1970 à Saint-Cyr-sur-Morin (Seine-et-Marne), est un écrivain français.
Auteur d'une œuvre abondante et variée, il débuta par l'écriture de contes humoristiques, après avoir en vain tenté une carrière dans la peinture. À la suite de la Première Guerre mondiale, son inspiration se tourna vers le registre fantastique et le roman d'aventures. La dernière partie de sa carrière littéraire fut consacrée à l'écriture de chansons, essais et mémoires.
Au cours de sa jeunesse dans les premières années du XXe siècle, Mac Orlan vécut à Montmartre, où il se lia d'amitié avec Guillaume Apollinaire, Francis Carco ou encore Roland Dorgelès. À la même époque, il séjourna notamment à Rouen, Londres, Palerme, Bruges. Les souvenirs qu'il conserva de cette période, où ses moyens d'existence furent souvent précaires, lui servirent de matériau pour élaborer une œuvre à forte connotation autobiographique, qui influença entre autres André Malraux, Boris Vian et Raymond Queneau.
Témoin attentif de son temps, fasciné par les techniques modernes et les nouveaux moyens de communication, mais se tenant autant que faire se pouvait à distance des vicissitudes de l'histoire, il forgea la notion de « fantastique social » pour définir ce qui lui apparaissait comme étant l'envers trouble et mystérieux de son époque.

## Biographie
Il n'est pas aisé de reconstituer les années de jeunesse de Pierre Dumarchey, qui s'est montré peu éloquent sur le sujet, et s'est parfois plu à brouiller les pistes. Qui plus est, un certain nombre de documents ont été détruits, que ce soit par accident (les registres de l'état civil de Péronne, dont l'acte de naissance de Pierre Dumarchey, ont disparu dans le bombardement qui a détruit son hôtel de ville en 1916, les archives de l'École normale contenant son dossier ont été détruites pendant la Seconde Guerre mondiale) ou de volonté délibérée : le père de « Mac Orlan » brûla ainsi divers papiers et documents personnels dans les premières années du XXe siècle, et l'écrivain lui-même devait se livrer vers la fin de sa vie à un autodafé, brûlant dans son jardin une partie de sa correspondance et de ses archives personnelles, afin de ne pas avoir « des soucis posthumes », confia-t-il à un témoin de la scène.
La connaissance de ces années est cependant décisive pour comprendre la genèse de l'œuvre ultérieure, tant celle-ci puise ses matériaux dans le « noyau de matière vivante » que fut la jeunesse de son auteur, époque où Pierre Mac Orlan fit sa moisson de souvenirs. S'employant ensuite à les mettre en forme et à les « remâcher », voire à les exorciser, l'auteur du Quai des Brumes s'appliqua à effacer ses traces de jeunesse pour se construire une biographie pour partie légendaire, et devait gommer jusqu'à son nom d'état civil, au profit « d'une personnalité littéraire au nom fantaisiste dont le passé coïncidait merveilleusement avec son œuvre », écrit Bernard Baritaud, le principal biographe de Mac Orlan.

### Enfance
Pierre Dumarchey, qui adopta une vingtaine d'années plus tard le pseudonyme de « Mac Orlan », naquit à Péronne le 26 février 1882. Il fut le premier fils de Pierre-Edmond Dumarchey (1853-1928) et de Berthe-Clémence-Françoise Artus (1861-1892). Cinq ans après la naissance de leur premier enfant, le couple eut un second fils, Jean (1887-1929). Pierre-Edmond Dumarchey, veuf de Berthe Artus, se remaria treize ans plus tard, en 1905 à Paris, avec Marie Vaudet (1859-1928), sa cousine par la famille Alabrebis.
On suppose que les relations que Pierre entretenait avec son père, militaire à la carrière chaotique, furent difficiles, et que le climat familial se détériora à tel point que, à partir de 1889, les deux frères furent confiés, en qualité de pupilles, à la garde d'un oncle maternel, Hippolyte Ferrand, professeur d'histoire devenu inspecteur d'académie à Orléans.
Les relations entre l'oncle et les neveux ne furent pas non plus sans heurts : Jean fut probablement le plus rétif à l'autorité de cet homme austère et consciencieux, qui dut s'en séparer. Dans Au Cadran de mon clocher (chapitre IV), Maurice Genevoix fait allusion à l'élève Pierre Dumarchey, « jeune rétif »  confié par son oncle à un directeur d'école de Châteauneuf-sur-Loire, le père Puy. Quant à Pierre, il conserva assez de rancune envers son tuteur pour publier, en 1909, sous le nom de Pierre Dumarchey, des ouvrages érotiques (La Comtesse au fouet et Les Grandes Flagellées de l'histoire), afin, expliqua-t-il plus tard à Pascal Pia, de contrarier cet oncle « qui lui avait mené la vie dure ».[pas clair]
Toutefois, un demi-siècle plus tard, c'est avec émotion que Mac Orlan évoque cet « homme d'une surprenante culture littéraire », dont il se sent enfin proche : « C'est en ce moment, maintenant qu'il n'existe plus et que je suis moi-même un homme âgé, qu'un équilibre affectueux s'établit entre nous deux. [...]. Aujourd'hui, je pense souvent à lui en prononçant les mots que j'eusse toujours voulu dire quand il en était temps. C'est à cette heure que je désirerais accorder nos témoignages et dire comment, par des routes différentes, nous nous sommes rejoints. Le grain semé, il y a plus de cinquante ans, m'offre à présent une floraison sans joie. »

### Du lycée d'Orléans à l'École normale de Rouen

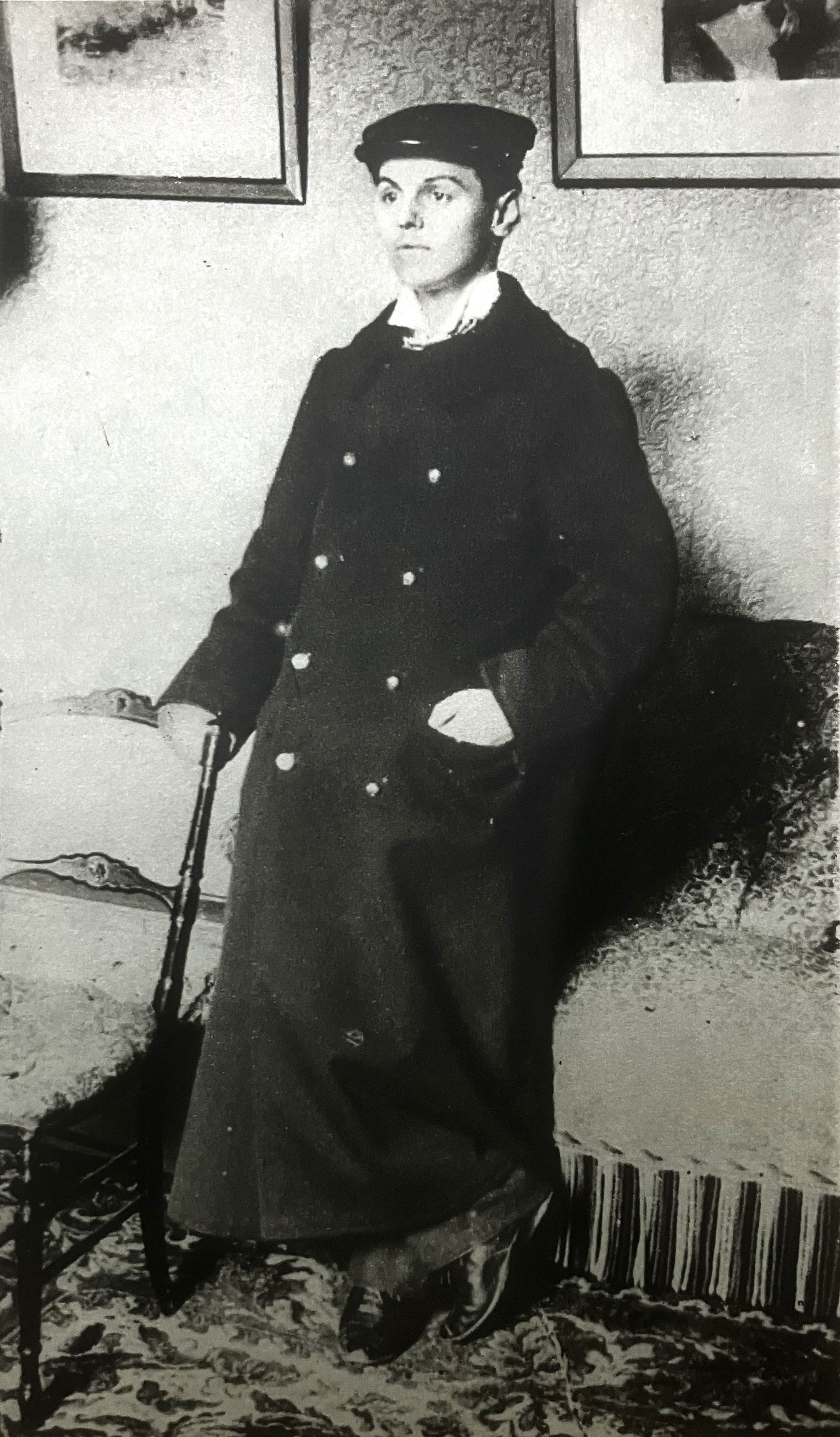
Pierre Mac Orlan (alors Pierre Dumarchey) à Orléans en 1897.

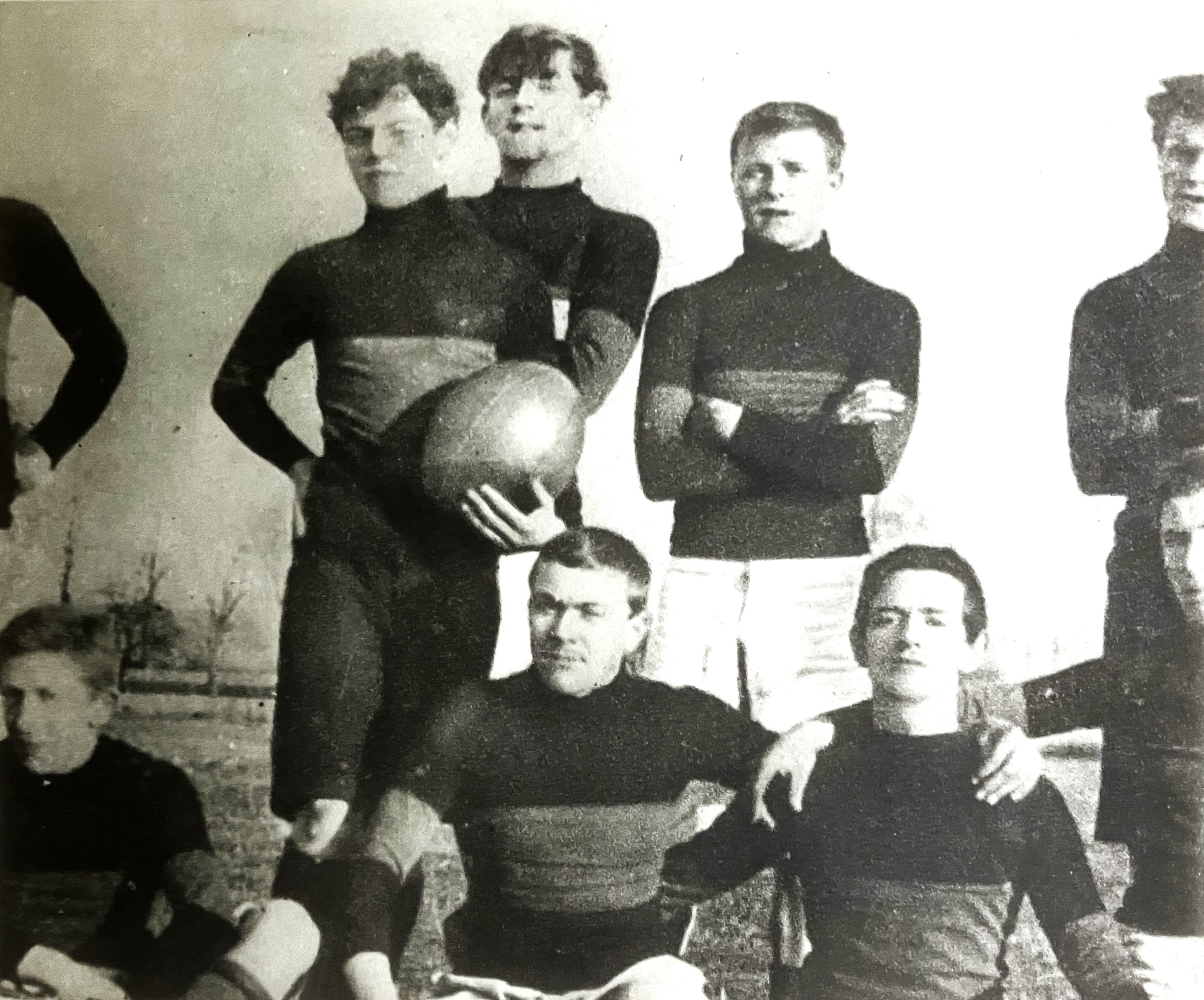
Pierre Mac Orlan (ballon en main) à Rouen en 1899.

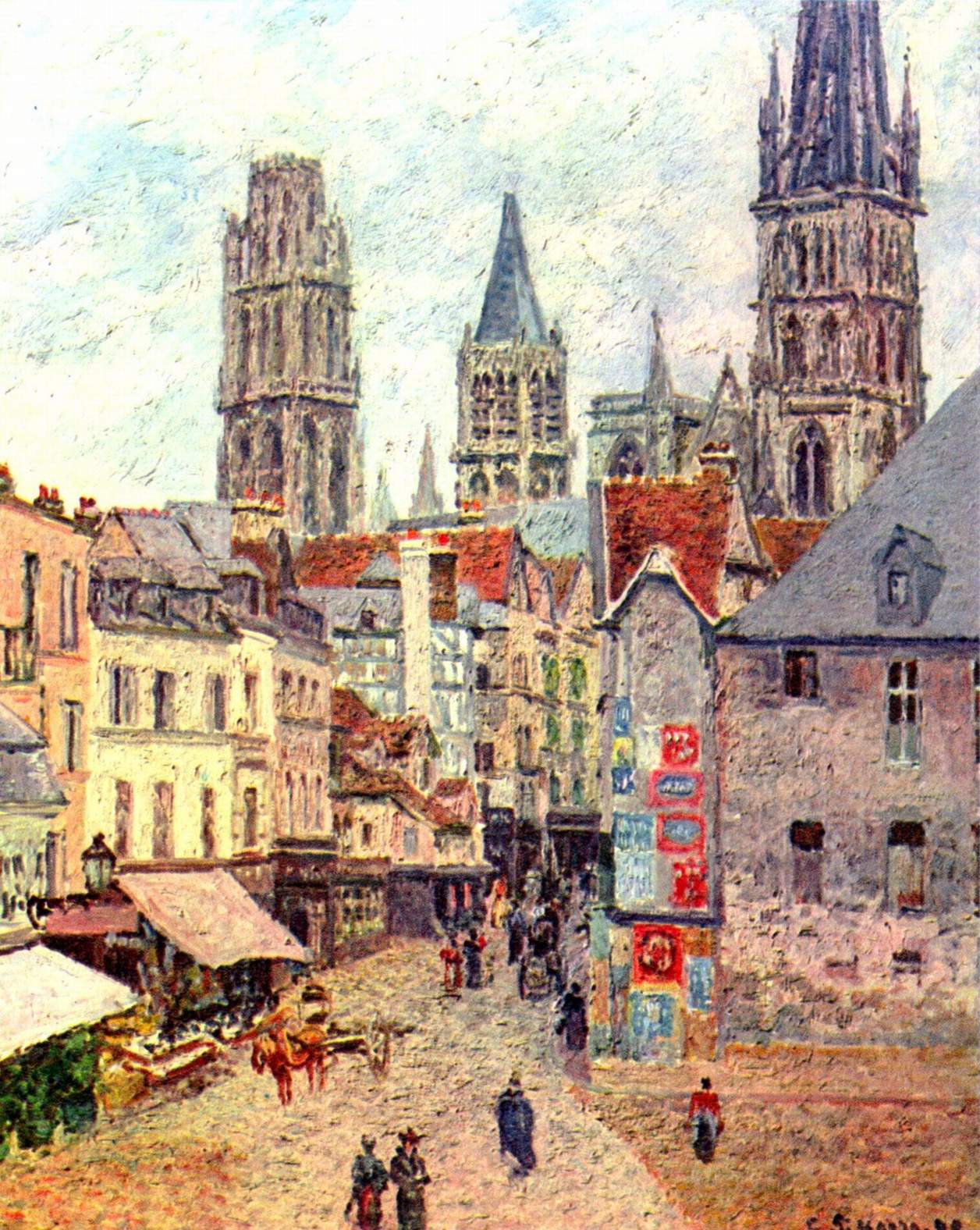
Camille Pissarro : la rue de l’Épicerie à Rouen (huile sur toile, 1898).

D'après le témoignage de Pierre Mac Orlan, ses années d'études au lycée d'Orléans ne furent guère brillantes. Il n'est pas douteux toutefois qu'elles furent, associées à l'influence de son tuteur, déterminantes dans la formation de ses goûts littéraires, et que c'est de ce moment que naquit son intérêt pour les « poètes clandestins » de la culture classique, comme Catulle, Martial ou encore l'Apulée des Métamorphoses. C'est à cette époque également qu'il découvrit une œuvre qui devait le marquer durablement : celle de François Villon, peut-être par l'intermédiaire du futur poète et chansonnier Gaston Couté, qui à cette époque était scolarisé dans le même lycée, et que Pierre Dumarchey connaissait, bien qu'ils ne fussent pas intimes. Mais, plus que la littérature, deux passions dominaient alors l'adolescent : Aristide Bruant et le rugby à XV.
Pierre Dumarchey admirait à ce point le chansonnier réaliste qu'il lui adressa, en 1898, ses premiers poèmes, et qu'il eut la joie de recevoir en réponse une carte postale de son idole, qu'il conserva précieusement toute sa vie. Trois ans plus tard, il rencontre à Montmartre l'homme dont les meilleures chansons, devait-il écrire plus tard, « appartiennent à la littérature », ainsi qu'à une poésie populaire dont il fait remonter l'origine aux ballades écrites en jargon de François Villon.
Quant au rugby, auquel il consacre un essai dans les dernières années de sa vie, il tint très vite une place si importante dans l'existence de l'adolescent qu'il devait expliquer près de soixante-dix ans plus tard que, « entre quinze et vingt-cinq ans, [sa] mission sur cette terre fut de monter des équipes de rugby. » Jusqu'en 1913, il pratiqua ce sport (il officiait au poste de demi d'ouverture), notamment à l'École normale d'instituteurs de Rouen (dont il se vantait d'avoir créé l'équipe,), puis au Paris Universitaire Club (en compagnie d'Alain-Fournier et de Henri Jeanson). Même s'il a sans doute exagéré la place qu'avait tenu le rugby dans sa jeunesse, Mac Orlan resta toujours attaché à un jeu susceptible d'être pour des jeunes gens trop épris d'aventures un remède possible à la délinquance. En remerciement pour cette fidélité au rugby, il se vit offrir en 1967 un ballon ovale, dédicacé par les joueurs du XV de France, ballon avec lequel il fut enterré trois ans plus tard.
En attendant, les médiocres résultats scolaires du jeune Dumarchey au lycée d'Orléans incitèrent son oncle à l'envoyer à Rouen, pour intégrer cette École normale d'instituteurs dont Mac Orlan garda des souvenirs essentiellement sportifs. Il y étudia durant l'année scolaire 1898-1899. Les archives de l'École normale ayant été détruites durant la Seconde Guerre mondiale, peu de choses sont connues sur cette période de la vie de l'écrivain, si ce n'est qu'il ne dépassa pas la première année et que, dès la suivante, il quitta Rouen, alors âgé de dix-sept ans, pour se rendre à Paris.

### Bohème à Montmartre et à Rouen

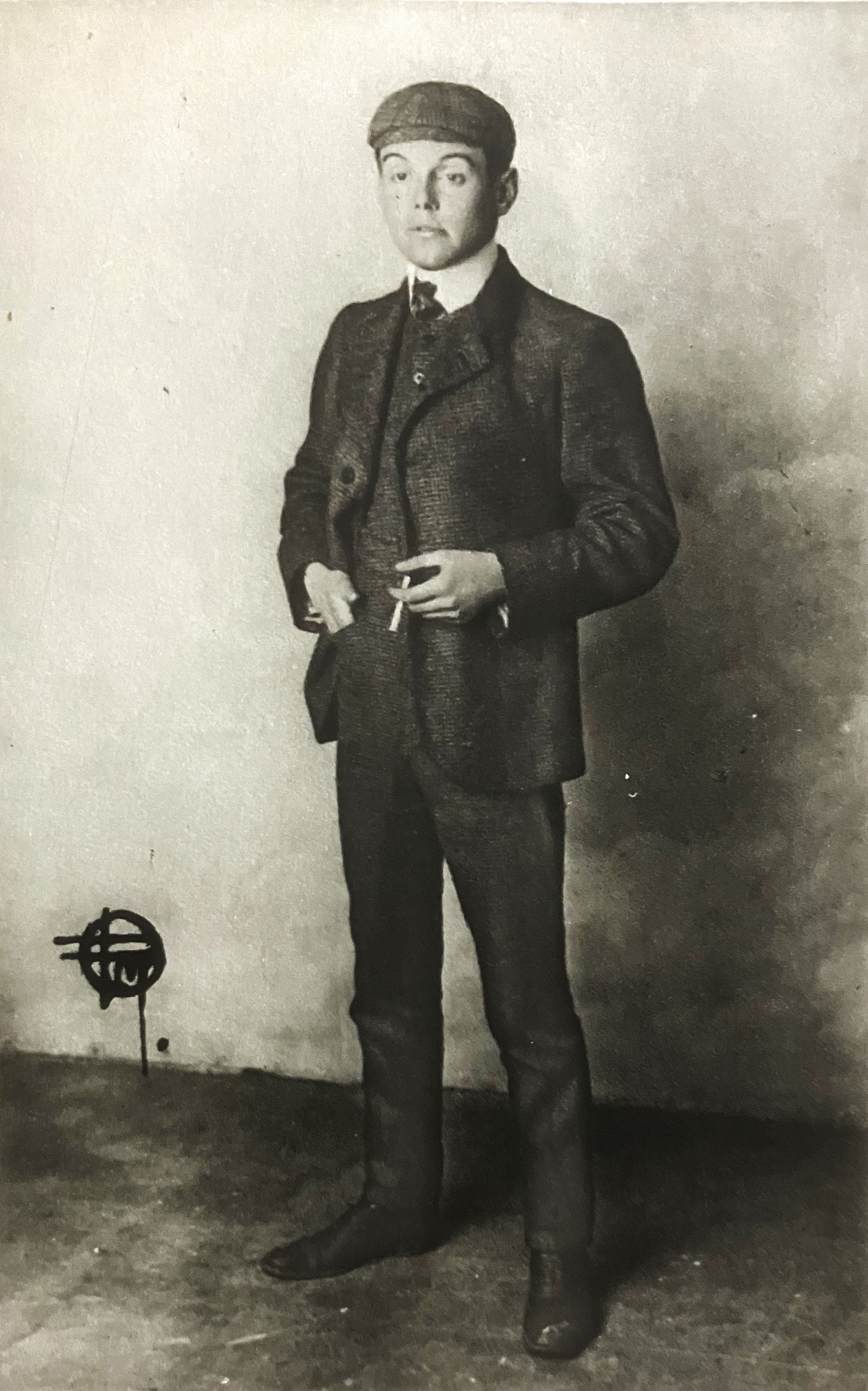
Pierre Mac Orlan à Rouen en 1901

Pierre Dumarchey arriva à Paris au cours de l'hiver 1899. Il y retrouva son frère Jean, apprenti chez un oncle restaurateur et décorateur de meubles anciens à Montmartre. Livré plus ou moins à lui-même, le jeune homme fréquentait le cabaret Le Zut, très prisé des anarchistes, où il fit sans doute la connaissance de Frédéric Gérard, le futur patron du Lapin Agile. Pierre Dumarchey écrivait alors des poèmes dans la veine post-symboliste, et envisageait de devenir peintre, à la manière de Toulouse-Lautrec, qu'il admirait. Mac Orlan donnera dans un essai de 1929 quelques précisions sur cette vocation artistique : « J'aimais la peinture et les arts en général, écrivait-il dans Rouen, non pas tant pour la somme d'émotion qu'ils pouvaient me procurer que pour la situation sociale indépendante qu'ils offraient à ceux qui les pratiquaient. » Il ajouta : « La peinture me plaisait parce que cet art précisait, dans mes heures de méditation à jeun, un atelier avec toutes les idées de la liberté sociale que ce mot éveillait en moi. La plus belle image de confort que je pouvais inventer me représentait dans un atelier de l'Île Lacroix dont la baie vitrée dominait la Seine, les yoles de mer et les « quatre » au garage. Je me voyais fumant ma pipe auprès d'un poêle Godin, les pieds très chauds, attendant la visite d'une figurante des Folies-Bergère dont la compagnie m'eût honoré dans les endroits où je fréquentais. »
Il peignit à cette époque quelques tableaux à sujets sportifs, qui depuis ont été perdus, sans parvenir à vivre de son pinceau. Devenu rapidement sans le sou, il s'engagea comme teneur de copie dans une imprimerie parisienne, avant de retourner à Rouen à la fin de 1900, où il exerça la même activité pour le quotidien Le Petit Rouennais.
Le jeune homme fit à cette époque plusieurs allers et retours entre Paris et Rouen, d'autant plus difficiles à dater que Mac Orlan livrera dans ses récits ultérieurs des versions divergentes sur la chronologie de cette époque de sa vie. Il s'en justifia en expliquant que, de 1900 à 1910 à peu près, les événements furent pour lui « sans dates et parfaitement interchangeables », et que « rien ne soudait [les années] les unes aux autres dans un ordre logique. » Ce qui est certain en revanche c'est que, dans l'une et l'autre de ces deux villes, les premières années du XXe siècle furent pour Pierre Dumarchey une période de vaches maigres.
Sa vie à Rouen, où il logeait dans un petit appartement rue des Charrettes, se partageait entre son travail au journal et les sorties nocturnes dans les bars à matelots en compagnie d'un groupe de jeunes gens insouciants que réunissait un goût commun pour les activités sportives et qui aspiraient avec plus ou moins de sérieux à devenir peintres ou écrivains. Il se lia plus particulièrement avec Paul Lenglois (1878-1957), journaliste au Petit Rouennais, avec lequel il fit la rencontre d'un personnage étrange et douteux connu sous le nom de Star. Cet individu d'un certain âge exerçait la profession de photographe couplée aux activités d'escroc (il ne mettait pas de plaque dans son appareil photographique) et d'indicateur de police, le tout associé à fort penchant pour la mythomanie. La fréquentation de cet homme pouvait être dangereuse, indiquera plus tard Mac Orlan, tant il avait un don particulier pour entraîner son entourage dans les situations scabreuses. Star mourut un peu plus tard, « comme un vieux chien, sur le paillasson d'un bel appartement vide dont les clefs [lui] avaient été confiées ». Mais, à partir de 1927, cette figure reviendra de façon de plus en précise, sous des noms divers, dans l'œuvre de Mac Orlan, au point de devenir le modèle de la plupart des personnages interlopes qui se rencontrent dans les livres de l'écrivain : Capitaine Hartmann (Filles d'amour et ports d'Europe, 1932), Père Barbançon (Père Barbançon, 1946), Oncle Paul (La Pension Mary Stuart, 1958), Jérôme Burns (L'Ancre de Miséricorde, 1941), etc..
Après avoir perdu son emploi d'assistant d'imprimerie, Pierre Dumarchey retourna à Montmartre en 1901, où il retrouva ses compagnons de l'année précédente. Il fréquenta notamment le cercle anarchiste regroupé autour du journal Le Libertaire, pour lequel il écrivit un article dans lequel il promouvait la révolution prolétarienne, ainsi que Le Zut, puis, après que celui-ci eut été fermé par la police, le Lapin Agile, cabarets dans lesquels il se lia d'amitié avec André Salmon et Guillaume Apollinaire. Il retrouva également son frère Jean, qui, aspirant lui aussi à faire carrière dans la peinture, avait intégré la bohème montmartroise, ou plutôt sa frange la plus équivoque, plus proche des Apaches et des prostituées que des artistes, où son goût pour l'alcool et sa facilité à faire le coup de poing étaient davantage reconnus que ses talents d'illustrateur. Les deux frères vécurent semble-t-il d'expédients et de petits métiers, avant d'être appelés à remplir leurs obligations militaires.

### Naissance du nom de Mac Orlan
Juste avant d'être intégré au 156e Régiment d'infanterie, en octobre 1905, Pierre avait toutefois obtenu ses premiers engagements, peu glorieux, en tant que peintre et illustrateur : il avait décoré l'intérieur d'une auberge à Saint-Vaast-Dieppedalle, et surtout illustré le roman écrit par un de ses amis rouennais : Monsieur Homais voyage, de Robert Duquesne. Les dessins étaient signés, pour la première fois, du nom de « Pierre Mac Orlan ». Ce dernier expliqua par la suite qu'il avait choisi ce nom en hommage à une bien improbable grand-mère écossaise, mais l'hypothèse la plus plausible est que ce pseudonyme avait été forgé à partir du nom d'Orléans, où le jeune homme fit ses études secondaires, et où il découvrit l'œuvre de François Villon.
Les maigres engagements qu'il trouva à l'époque ne suffisaient toutefois pas à sortir Pierre Mac Orlan de ses difficultés financières ; aussi accueillit-il comme un répit bien venu le fait d'avoir à remplir ses obligations militaires, qui signifiaient du moins que durant le temps de son incorporation, il mangerait à sa faim. Mais il fut réformé au bout de six mois, pour raisons de santé. Son frère en revanche s'engagea au 33e Régiment d'infanterie, où il devait passer cinq ans, avant de s'engager dans la Légion étrangère, pour cinq ans également, peut-être pour échapper à la justice à la suite d'une bagarre qui aurait mal tourné. Pierre, quant à lui, tirait toujours le diable par la queue jusqu'au moment où, après un bref séjour en Angleterre, il fut engagé par une mystérieuse femme de lettres qui en fit son secrétaire particulier et avec laquelle il passa plusieurs mois en Italie (à Naples et à Palerme), puis en Belgique, où il rencontra à Bruges les rédacteurs de la revue littéraire Le Beffroi, notamment Théo Varlet, traducteur de Stevenson et surtout de Kipling, dont il lui fit découvrir La Lumière qui s'éteint et La Chanson de Mandalay, deux œuvres qui devaient bouleverser le jeune homme et qu'il évoquerait souvent dans ses livres à venir.

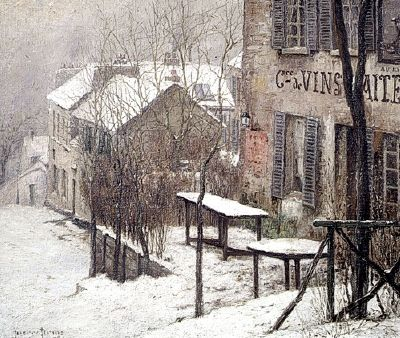
Pierre-Ernest Prins, Le Lapin Agile (huile sur toile, 1890)

Après s'être, pour une raison inconnue, séparé de la femme qui l'employait et à l'issue d’un bref séjour à Marseille à la fin de l'année 1907, Pierre Mac Orlan revint à Paris au début de l'année suivante, où il retrouva tout naturellement le Lapin Agile, dont il courtisait la serveuse, Marguerite Luc (la fille de la maîtresse de Frédéric Gérard, le gérant du cabaret). Désargenté comme à l'accoutumée, Mac Orlan vécut un temps chez son père et la seconde femme de ce dernier, qui apparemment s'agaçaient de voir que ce jeune homme de vingt-cinq ans était incapable de se prendre en charge et de gagner sa vie. Il quitta donc leur domicile pour des logements parfois précaires, comme celui qu'il occupa un hiver au Bateau-Lavoir (il lui avait été cédé par André Salmon), sans mobilier ni chauffage et où, en guise de lit, il dormait sur un tas de vieux journaux. Il vécut aussi, en 1910, à l'hôtel Bouscarat, place du Tertre, où logeaient Jules Depaquit et Gaston Couté. « On imagine, écrit Bernard Baritaud, une existence médiocre, inquiète, dominée par des préoccupations de survie, des années à la fois fébriles (l'obsession de manger) et désœuvrées. »
Les moyens de subsistance de Mac Orlan étaient en effet toujours précaires : il tentait de gagner sa vie en vendant des chansons qu'il composait, des ouvrages à caractère érotique qu'il publiait sous pseudonyme (voire sous son nom d'état civil), et surtout en essayant de placer ses œuvres picturales. Après avoir été éconduit par Clovis Sagot (qui était entre autres le marchand de Picasso), il tenta de placer ses dessins humoristiques dans la revue Le Rire, dirigée par Gus Bofa[réf. nécessaire], à qui il fut présenté par Roland Dorgelès. Mais Bofa ne montra que peu d'enthousiasme pour le trait de Mac Orlan. En revanche, il apprécia les légendes qui l'accompagnaient. Aussi proposa-t-il à ce dernier de plutôt rédiger des petits contes qu'il se proposait de publier dans sa revue. Ce fut cette rencontre qui aurait décidé de la vocation d'écrivain de Mac Orlan. Elle marqua en tout cas entre les deux hommes le début d'une amitié qui se poursuivrait jusqu'à la mort de Gus Bofa en 1968.
À partir de 1910, devenu un collaborateur régulier de la revue Le Rire (puis du Sourire, son successeur, toujours sous la direction de Gus Bofa[réf. nécessaire]), il publia de nombreuses nouvelles humoristiques (réunies dans les recueils Les Pattes en l'air, Les Contes de la pipe en terre et Les Bourreurs de crânes entre 1911 et 1914), tout en se lançant dans la bande dessinée, avec les péripéties de Frip et Bob, devenant ainsi le premier auteur complet de bande dessinée phylactérienne française, a-t-on pu écrire. La situation sociale de Pierre Mac Orlan s'améliora alors sensiblement, ainsi qu'il l'écrivit lui-même. Qui plus est, en 1912, il publia son premier roman humoristique : La Maison du retour écœurant, « sorte de pont jeté entre Ubu et Dada », selon l'expression de Nino Frank ; enfin, l'année suivante il épousa Marguerite Luc (le 8 avril 1913).
Mac Orlan poursuivit sur la voie de l'écriture romanesque, avec Le Rire jaune publié en feuilleton en 1913 dans la revue Comœdia dirigée par Gaston de Pawlowski (à qui le roman est dédié). Selon Bernard Baritaud, Le Rire jaune, plus ambitieux que La Maison du retour écœurant, révèle aux côtés du ton humoristique des premiers textes, « une vision dramatique, parfois prophétique, de l'avenir proche ». Publié en volume au printemps 1914, ce roman passa pourtant à peu près inaperçu : trois mois plus tard, la guerre était déclarée.

### Expérience de la guerre

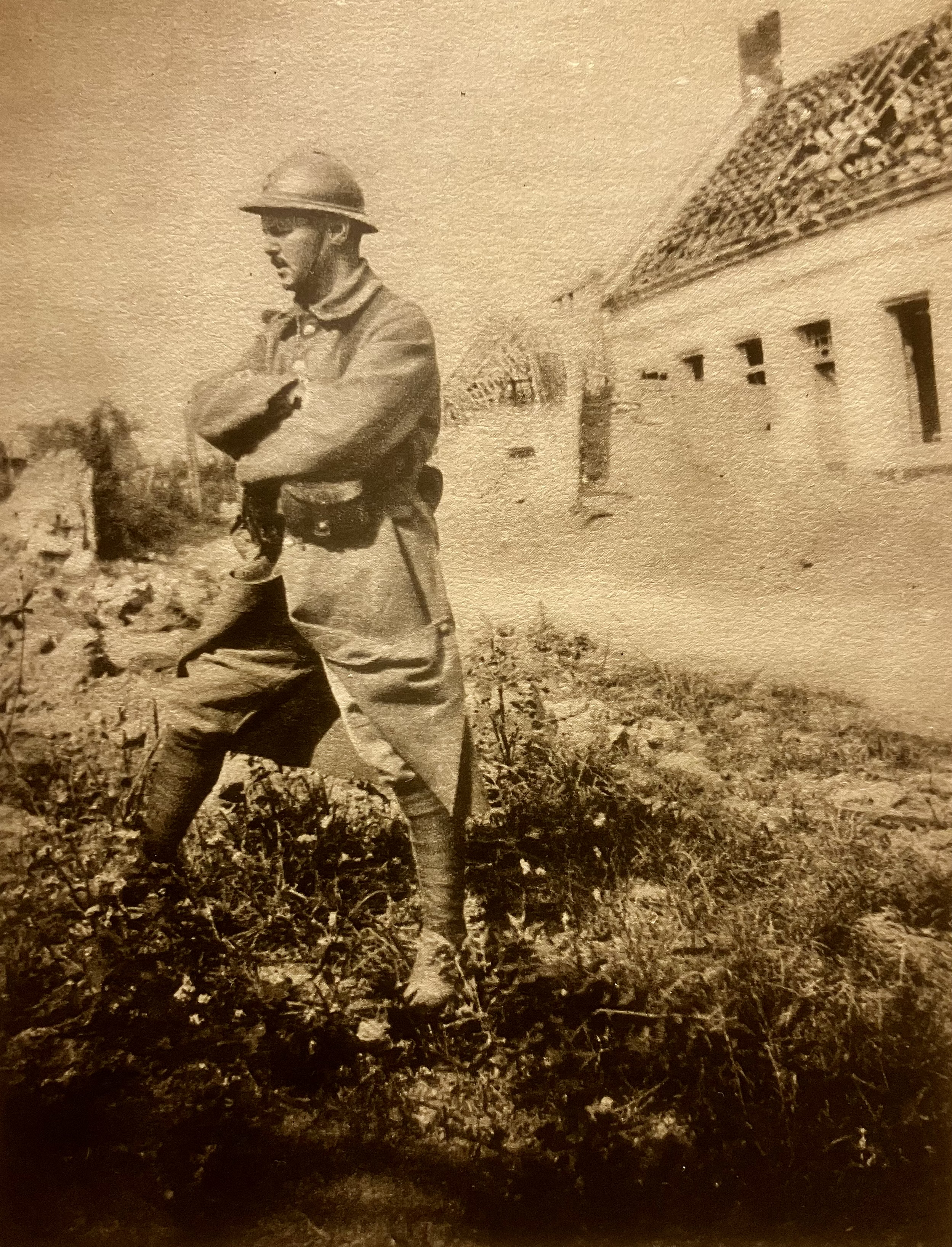
Pierre Mac Orlan à Ablain-Saint-Nazaire (Somme) en 1915.

C'est en Bretagne, à Moëlan-sur-Mer, où il était en villégiature avec sa femme et les peintres Maurice Asselin et Jacques Vaillant, que Mac Orlan apprit que la guerre contre l'Allemagne était déclarée.
Mobilisé le 2 août 1914, il rejoignit le 69e d'infanterie, à Toul, et fut blessé au cours de la Bataille de la Somme, le 14 septembre 1916, près de Péronne, à quelques kilomètres de son lieu de naissance. Évacué vers l'hôpital de Ouistreham, Mac Orlan obtint un congé de convalescence qui lui permit d'être soigné à l'hôpital Saint-Louis de Paris. Il ne retourna plus au front, et fut décoré de la Croix de guerre.
Mac Orlan rendit compte de son expérience de la guerre dans un livre publié en 1917, rédigé entre 1915 et 1916 : Les Poissons morts. L'accueil critique et public réservé à ce livre fut tiède et, en 1929, Jean Norton Cru classa Mac Orlan (avec Jean Giraudoux) parmi ces écrivains qui « présent[ent] la guerre comme une grosse plaisanterie, une farce grotesque. » Cru reprochait notamment à Mac Orlan d'avoir consacré un chapitre à imaginer des rats dialoguant entre eux, d'avoir préféré évoquer les soldats des bataillons disciplinaires plutôt que ses camarades de régiment, et d'être allé jusqu'à invoquer la figure du Juif errant dans son livre. Ces critiques n'empêchèrent pas l'ancien soldat de revenir sur son expérience de la guerre dans plusieurs autres livres de témoignage (pour l'essentiel regroupés dans le recueil Propos d'infanterie en 1936) ainsi que dans un roman plus ou moins autobiographique : Bob bataillonnaire (1919).
Toutefois, selon Bernard Baritaud, c'est l'ensemble de l’œuvre ultérieure qui devait se ressentir de cette expérience : le « fantastique quotidien » généré par des éléments comme « les rats, la pluie, un artilleur sans tête gardant une porte charretière, la rupture des formes et des volumes provoquée par les bombardements [...] dans un univers que ne gouverne aucune raison » imprimerait dans la sensibilité de l'écrivain leurs images et leur hantise, « la conviction que le monde est mouvant, que ses apparences sont interchangeables, que nous nous trouvons parmi une foule masquée sur la scène d'un immense théâtre dont le décor peut être modifié à chaque instant. » Un ensemble d'impressions que Mac Orlan réuniraient par la suite sous le terme de « fantastique social ».

### Retour à la vie civile

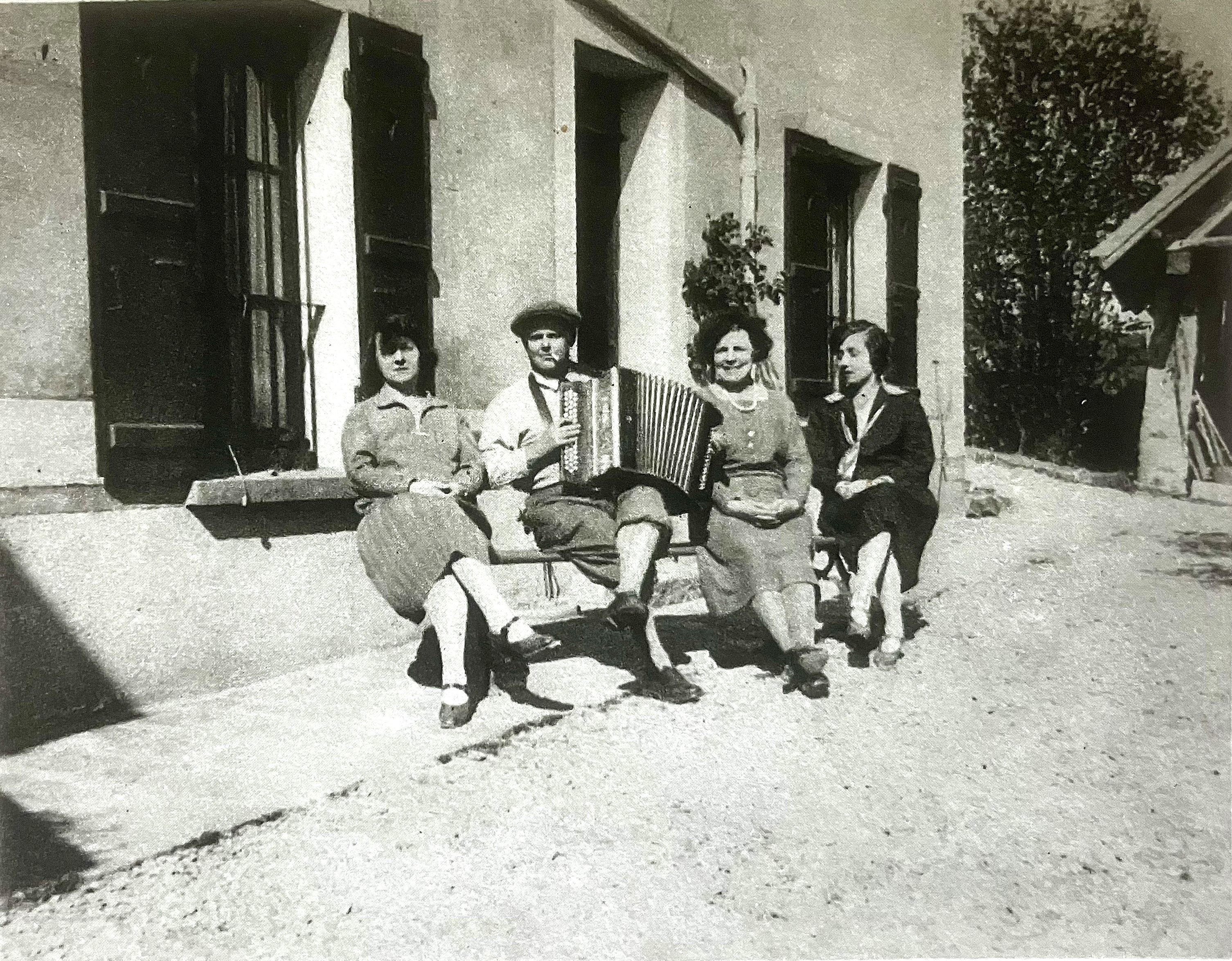
Pierre Mac Orlan à Saint-Cyr-sur-Morin en 1927.

Bien que convalescent, outre ses souvenirs de guerre, Mac Orlan écrivit en 1917 une quarantaine d'articles pour la revue humoristique La Baïonnette, parfois accompagnés de dessins, ainsi qu'un roman, U 713 ou les Gentilshommes d'infortune, encore marqué par la veine satirique montmartroise des débuts de l'écrivain. Puis, l'année suivante, il publia Le Chant de l'équipage, son premier véritable succès littéraire, et qui inaugurait un nouveau cycle de l'écriture romanesque mac orlanienne : celui des romans d'aventures, qu'illustreraient notamment À bord de L'Étoile Matutine (1920), le roman pour la jeunesse Les Clients du Bon Chien jaune (1926), puis, plus tardivement, L'Ancre de Miséricorde (1941). Sans oublier le Petit manuel du parfait aventurier, écrit en 1920 et semble-t-il commandé par Blaise Cendrars à Mac Orlan, et dans lequel ce dernier théorisait son rapport à l'aventure : il y opposait la figure de « l'aventurier actif », celui qui vit effectivement l'aventure, avec tous ses dangers et ses déceptions, à celle de « l'aventurier passif », qui se délecte des comptes-rendus du premier et vit ainsi l'aventure par procuration, sans en connaître les déboires, parce qu'il sait bien que « les voyages, comme la guerre, ne valent rien à être pratiqués. »
En parallèle avec la rédaction de ses ouvrages, Mac Orlan débuta une carrière de grand reporter, qui l'amena, en 1918 et en 1919, à se rendre en Allemagne, dans la zone occupée par l'armée française : il y fut témoin de la tentative de révolution menée par la Ligue spartakiste, dont il rendit compte dans une série de reportages publiés dans le quotidien L'Intransigeant, avant d'être pour la plupart regroupés dans le recueil La Fin (1919) (recueil intégré en 1936 dans les Propos d'infanterie). La vision des marins révolutionnaires de la Division de marine populaire paradant dans les rues de Francfort devait marquer l'imagination de Mac Orlan, qui lui donnerait un prolongement littéraire dans La Cavalière Elsa (1921).
Outre ses activités d'écrivain et de reporter, il devint éditeur : aux éditions de la Banderole, à partir de 1920, ainsi qu'aux Éditions d'Art de la Renaissance du Livre, de 1921 à 1925. Il y édita ses propres textes, ceux de ses amis, comme Roland Dorgelès (Les Croix de bois, 1921), Francis Carco (Les Innocents, 1921) ou encore André Salmon (L'Amant des Amazones, 1921), ainsi que des œuvres classiques de Nerval, Chamisso, Achim von Arnim, Stevenson, etc. Il fut le premier à s'intéresser à l'écrivain Joseph Delteil, dont il publia le roman Sur le fleuve Amour, qui attira l'attention d'André Breton et de Louis Aragon.
Mac Orlan, qui avait retrouvé après sa démobilisation l'appartement de la rue du Ranelagh à Paris où il s'était installé avec son épouse, se rendit de plus en plus fréquemment à Saint-Cyr-sur-Morin, où sa belle-mère avait acheté une ferme qu'il entreprit de restaurer, jusqu'à y vivre à plein temps à partir de 1927. Il eut pour voisin Julien Callet, l'ancien garçon de café du Zut, qui y avait ouvert une auberge : l'Auberge de l'Œuf dur et du Commerce.

### Reconnaissance littéraire

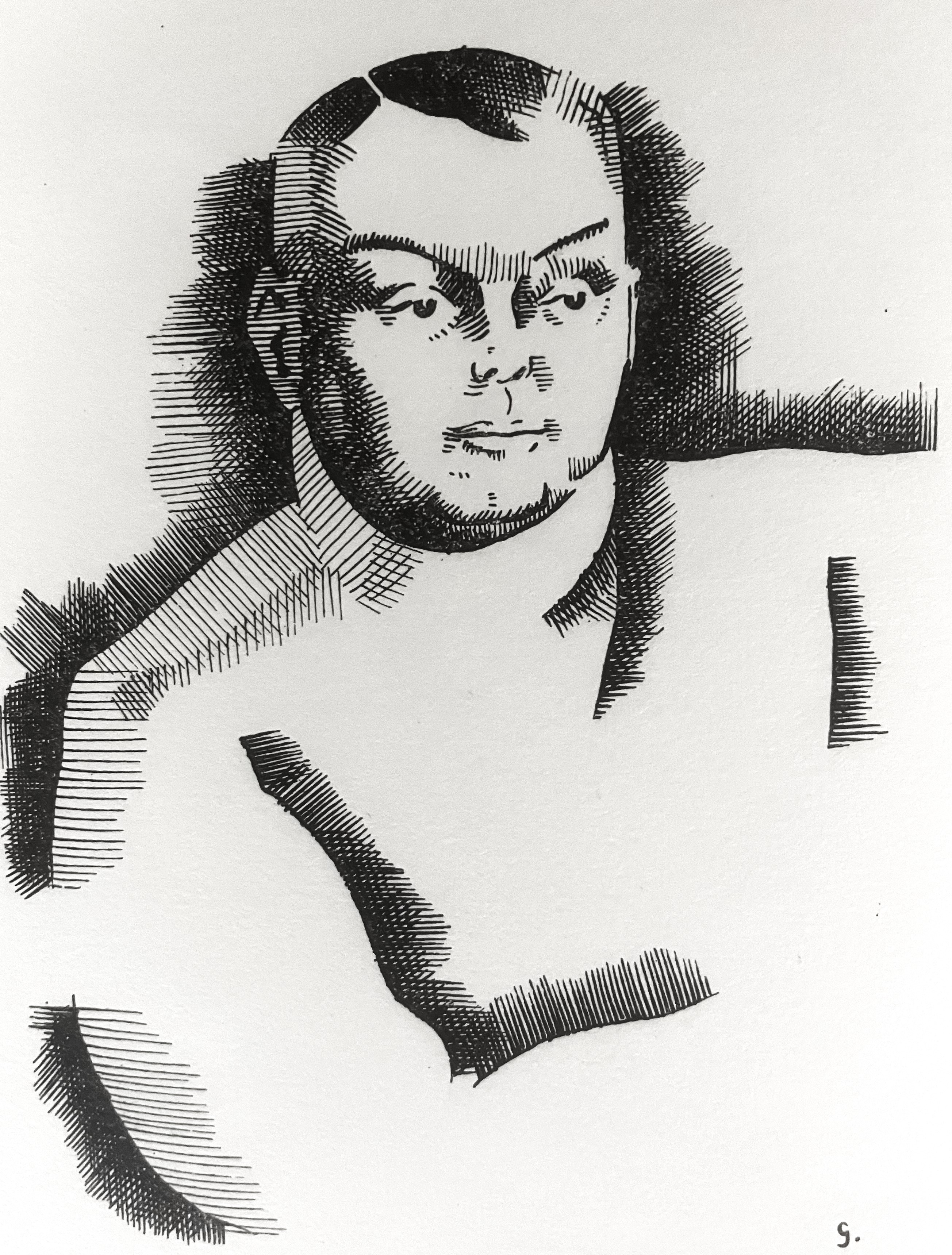
Portrait de Pierre Mac Orlan par Gaston Goor.

Dans un livre de souvenirs publié en 1940, Bohème d'artiste, Francis Carco rapporta une réflexion désenchantée de son ami Mac Orlan, qui s'était un jour désolé devant lui de ce que les critiques l'eussent « classé comme rigolo une fois pour toutes », en se fondant sur la lecture de ses seuls premiers ouvrages. Pourtant, au mitan des années 1920, sa réputation d'écrivain ne cessait de grandir : Antonin Artaud salua ainsi dans Le Nègre Léonard et Maître Jean Mullin, paru en 1920, « le fascinant cachet d'irréalité presque logique », tandis qu'André Breton, selon le témoignage (tardif) d'Armand Lanoux, considérait l'écrivain comme un de ses « amis non orthodoxes ». Par ailleurs, l'influence de l’œuvre de Mac Orlan est perceptible chez le jeune André Malraux, ou encore dans le groupe de l'éphémère revue Aventure, regroupée autour de René Crevel, dont le premier numéro fut publié en 1921, avec un texte liminaire de l'auteur du Chant de l'équipage. Quelques années plus tard, ce serait au tour de Céline, dont Mac Orlan était l'une des rares admirations littéraires, de rendre hommage au style de Mac Orlan, qui « avait déjà tout prévu, tout mis en musique, trente ans à l'avance ».
Pierre Mac Orlan écrivit à partir du commencement des années 1920 des récits fantastiques : Le Nègre Léonard et Maître Jean Mullin (1920), Malice (1923), Marguerite de la nuit (1925), etc., qui firent écrire à André Malraux que la notoriété de Mac Orlan reposait sur un malentendu, puisqu'il était considéré comme un romancier d'aventures alors qu'il était un auteur de romans fantastiques. Dans la préface générale qu'il donna en 1969 à l'édition des Œuvres Complètes de Mac Orlan, Raymond Queneau insista également sur la dimension fantastique d'une œuvre que sous-tendent « les forces obscures » et dans laquelle le Diable fait de fréquentes apparitions.
Il publia également La Cavalière Elsa (1921), sorte de roman de politique-fiction narrant la conquête de Paris par une armée révolutionnaire menée par une jeune femme, Elsa Grünberg, qui n'était pas sans rappeler la figure de Jeanne d'Arc. Ce livre, qui obtint en 1922 le prix de La Renaissance et fut adapté pour le théâtre par Paul Demasy en 1925, était conçu par son auteur comme s'intégrant dans une trilogie qui avait pour « tâche de refléter l'inquiétude européenne depuis 1910 jusqu'à nos jours », et comprendrait La Vénus internationale (1923) ainsi que Le Quai des brumes (1927).
Mac Orlan écrivit durant cette même période quelques longs poèmes narratifs en vers et en prose, caractérisés notamment par leur forte oralité, qui annonçait les textes des chansons qu'il écrirait après la Seconde Guerre mondiale : L'Inflation sentimentale (1923), Simone de Montmartre (1924), Boutiques (1925), etc.

### Modernité technique et fantastique social

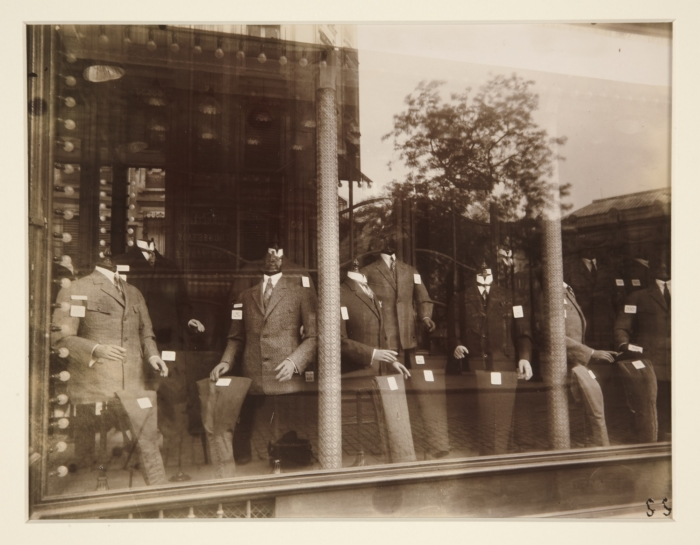
Avenue des Gobelins (1925-1927), par Eugène Atget, qui selon Mac Orlan sut évoquer le fantastique social de Paris

À l'instar d'un Blaise Cendrars, Mac Orlan introduisit dans sa poésie le vocabulaire de la modernité technique, évoquant la publicité, le phonographe, la T.S.F., etc. Cette fascination pour les nouveaux médias le conduisit à s'intéresser au cinéma (il fut le coauteur du scénario de L'Inhumaine, réalisé par Marcel L'Herbier en 1924) ainsi qu'à participer à l'une des premières émissions de la station Radiola. Par ailleurs, il prophétisa le développement à venir de la télévision avec un article de 1929 (« Le cinéma d'appartement », paru dans la revue Variétés), et il tint à partir de 1927 l'une des premières chroniques de disques dans la presse. Il rédigea enfin plusieurs textes publicitaires (pour les véhicules de la marque Citroën et pour les magasins Le Printemps, notamment), et considéra la publicité comme une forme de poésie, « la poésie du commerce ».
Outre le cinéma, Mac Orlan se passionna également pour la photographie, écrivant des essais sur Eugène Atget et sur Germaine Krull, ainsi que diverses chroniques sur ce sujet dans les années 1920 et 1930 pour la revue Les Nouvelles Littéraires. Il devint ainsi le plus prolifique des théoriciens français de la photographie de sa génération.
L'ensemble de ces signes de la modernité, laquelle incluait également la publicité, le jazz et les vitrines des grands magasins apparaissaient à Mac Orlan comme les éléments d'une nouvelle mythologie dont l'écrivain avait pour tâche de rendre compte. Mythologie ambivalente, d'ailleurs, parce qu'elle n'était pas dénuée d'une inquiétude sourde, crépusculaire, générée par les nouvelles conditions de l'existence contemporaine née des décombres du grand conflit industriel qu'avait été la Première Guerre mondiale : la vitesse, l'électricité, la dévaluation de la valeur de la vie humaine, entre autres, participaient selon Mac Orlan d'une dimension mystérieuse et inquiétante de la vie moderne, appelée à remplacer les anciennes formes du surnaturel. Il baptisa cet aspect obscur de la modernité le « fantastique social » et ne cessa par la suite de revenir sur cette notion, sans jamais véritablement en éclaircir le sens exact.

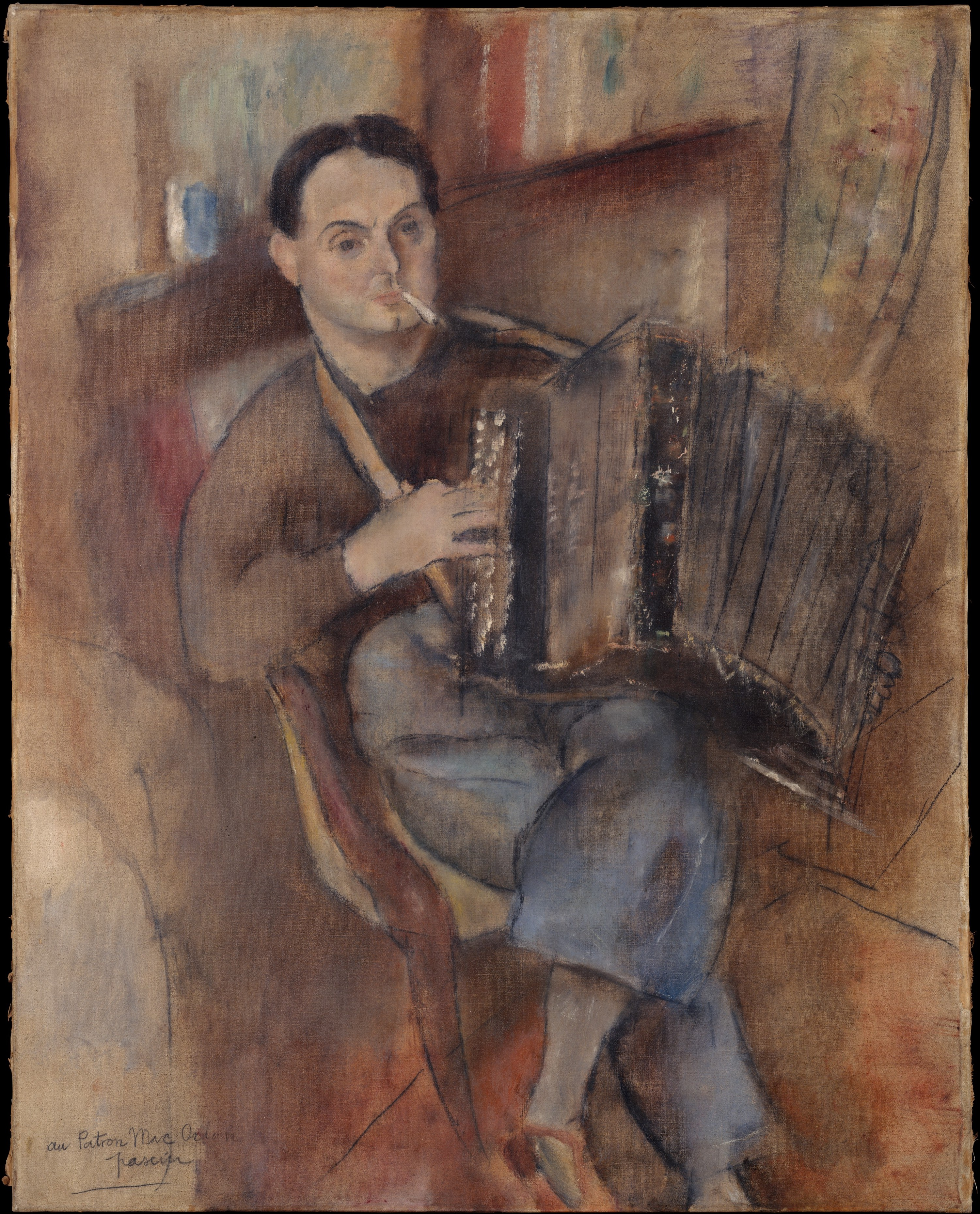
Portrait de Pierre Mac Orlan par Jules Pacsin (Metropolitan Museum of Arts).

### Reportages et prolongements littéraires
Durant les années 1920 et 1930, Mac Orlan poursuivit ses activités de grand reporter, écrivant notamment des articles pour le Paris-Soir de Pierre Lazareff et le journal Détective qui, racheté par Gaston Gallimard, était dirigé par le frère de Joseph Kessel, Georges. En sa qualité de journaliste, il se rendit en Italie en 1925 pour interviewer Benito Mussolini, en Afrique du Nord à plusieurs reprises, ainsi qu'en Angleterre et en Allemagne, d'où il observa la montée du nazisme.
La méthode de Mac Orlan reporter, qui consistait surtout à recueillir des impressions, des anecdotes, n'était pas dénuée d'une certaine désinvolture, notamment dans l'utilisation qu'il faisait des témoignages qu'il put recueillir lors de ses (généralement courts) voyages : il se considérait en réalité davantage « comme un écrivain en promenade d'études », ainsi qu'il le dit lui-même dans Le Bataillon de la mauvaise chance, que comme un véritable journaliste.
Le matériau recueilli lui servit d'ailleurs à nourrir une partie de son œuvre romanesque : ainsi, l'intrigue du Tueur no 2, roman policier de 1935 s'inspira largement du reportage effectué à Londres l'année précédente pour rendre compte d'un meurtre mystérieux. De la même façon, les reportages sur la Légion étrangère effectués en Tunisie furent réutilisés dans Le Camp Domineau (1937), etc.
Ainsi, explique Bernard Baritaud, les reportages servaient finalement à Mac Orlan à faire une « provision d'atmosphère, de vécu et de détails techniques qui lui permettr[aient] de rendre vraisemblables et vivantes ses intrigues romanesques », au risque, ajoute-t-il, de donner parfois l'impression au lecteur de « feuilleter un magazine dont le rédacteur, pressé, compte davantage sur l'exotisme que sur son art pour séduire. »

### Époque de l'Occupation
Au cours de l'entre-deux guerres, Mac Orlan s'était tenu à l'écart des grands débats idéologiques de son temps, cultivant des amitiés aussi diverses que celle avec le peintre allemand communiste George Grosz ou de l'écrivain d'extrême droite Henri Béraud. Quant aux journaux auxquels il collaborait, il ne semble guère s'être soucié de leur couleur politique, publiant des reportages et des chroniques aussi bien dans des journaux de droite, comme Le Figaro ou L'Intransigeant, que dans des journaux de gauche tels que Marianne ou L'Heure (journal dirigé par Marcel Cachin et Marcel Sembat, dans lequel il publia des articles après la Première Guerre mondiale.).
Il n'en fut pas moins l'un des huit cent cinquante signataires du Manifeste des intellectuels français pour la défense de l'Occident et la paix en Europe rédigé par Henri Massis, qui défendait l'invasion de l'Éthiopie par l'Italie fasciste, peut-être sous l'influence de ses amis réactionnaires ; ou bien parce que la personnalité de Mussolini, qu'il avait rencontré en 1925, l'avait impressionné ; ou encore par attachement sentimental à l'aventure coloniale. Hormis cette prise de position, durant toutes les années 1930, Mac Orlan se « gard[a] prudemment de tout engagement politique décisif ».
Au moment de l'invasion allemande de 1940, Mac Orlan et sa femme quittèrent précipitamment Saint-Cyr-sur-Morin pour se réfugier dans l'Indre, à Gargilesse, où ils demeurèrent deux mois, avant de revenir dans leur maison, une fois l'armistice signé, y vivant dans un relatif isolement. Mac Orlan poursuivit toutefois ses activités d'écrivain et de journaliste, publiant régulièrement des articles dans Aujourd'hui, le quotidien indépendant d'Henri Jeanson, puis espaçant ses contributions quand ce dernier fut remplacé par Georges Suarez, qui donna une coloration ouvertement collaborationniste au journal. Il contribua également, épisodiquement, à des journaux et revues plus compromis avec l'occupant tels que Les Nouveaux Temps ou Combats : il écrivit notamment des comptes-rendus de livres, sans trop se préoccuper de l'orientation politique de leurs auteurs, pouvant défendre dans les colonnes du quotidien de Jean Luchaire aussi bien Ne plus attendre de Pierre Drieu la Rochelle que Pilote de guerre d'Antoine de Saint-Exupéry. Plus attentiste qu'engagé, soucieux surtout de gagner sa vie, Mac Orlan était de ces auteurs qui, à l'instar de Marcel Aymé, Jean Anouilh ou Marcel Jouhandeau, servirent d'alibi culturel à la presse collaborationniste et furent qualifiés de « non-opposants » par Lucien Rebatet. Quoi qu'il en soit, Mac Orlan ne fut pas inquiété à la Libération.
Tandis qu'au cours de la décennie précédente, Mac Orlan avait abondamment pratiqué l'écriture romanesque, publiant entre autres La Bandera (1931), La Nuit de Zeebruges (1934) et surtout Filles d'amour et ports d'Europe (1932), le plus ambitieux peut-être de ses romans, il délaissa peu à peu ce genre littéraire, publiant deux romans seulement pendant la guerre : L'Ancre de miséricorde (1941) et Picardie (1943), deux livres dont l'action est située au XVIIIe siècle et qui permirent à leur auteur, en se plongeant dans la reconstitution historique, d'échapper aux préoccupations de son époque.
En 1943 il préfaca l'album des dessins humoristiques les plus connus de son ami l'humoriste Robert Carrizey (1905-1943), mort le 24 avril précédent à 38 ans après un mois et demi de maladie; or un des dessins de Carrizey (arch. pers.) met en scène un guichet de chemin de fer surmonté du panneau Les Goujons sur Morin : probable clin d'oeil amical à Mac Orlan, qui séjourna à Saint-Cyr-sur-Morin. 

### Rééditions, radio, chansons
Pierre Mac Orlan écrivit peu de nouveaux livres après la Libération, et abandonna totalement l'écriture romanesque. La plupart des ouvrages qu'il publia à partir de ce moment étaient constitués de recueils d'articles et d'essais écrits avant la guerre, pour lesquels il rédigeait de nouvelles préfaces (dix-sept entre 1945 et 1967). Par ailleurs, il veillait aux rééditions de ses œuvres antérieures, en modifiant parfois le titre (Le Pont de Zeebruges devint ainsi Le Bal du Pont du Nord en 1946), modifications accompagnées ou non de réécritures ou de refonte de leur structure : Filles d'amour et ports d'Europe, notamment, fut réédité avec des modifications importantes en 1946 sous le titre de Filles et ports d'Europe. La même année parut sous le même titre une version qui ne contenait que la première partie du roman, tandis que la seconde paraissait en 1948 sous le titre de Père Barbançon, avec de nouvelles modifications par rapport au texte de 1946. Enfin, en 1950 fut publiée sous le titre de Filles et ports d'Europe et père Barbançon la version quasi-définitive de l'ouvrage, qui prit le titre de Mademoiselle Bambù pour l'édition de poche de 1966. L'histoire compliquée des éditions de ce roman n'est pas unique dans la bibliographie mac orlanienne : À bord de L'Étoile Matutine, qui fut publié pour la première fois en 1920, se vit adjoindre des chapitres précédemment publiés comme nouvelles séparées lors de sa réédition en 1934.
Parallèlement à cette activité de mise en forme de l’œuvre, de 1947 à 1958, Mac Orlan produisit de nombreuses émissions radiophoniques, grâce à Nino Franck et à Paul Gilson, alors président de la Radiodiffusion française. C'est à l'occasion de ces entretiens radiophoniques avec Nino Franck que l'auteur du Quai des brumes recommença à écrire des chansons (elles étaient diffusées au cours des émissions), un genre d'écriture qu'il n'avait plus pratiqué depuis le commencement de la Première Guerre mondiale. Il écrivit en tout une soixantaine de chansons, qui furent interprétées notamment par Germaine Montero, Monique Morelli, et Juliette Gréco. Loin de constituer une activité séparée de sa production livresque, les chansons de Mac Orlan devaient former un prolongement indispensable à l'appréhension de l’œuvre dans son ensemble, : « Pour moi, écrire des chansons, c'est écrire mes mémoires » expliqua Mac Orlan dans la préface au recueil justement intitulé Mémoires en chansons (1962), préface dans laquelle il soulignait leur dimension autobiographique : « les textes rassemblés ici correspondent à une expérience vécue, pour l'essentiel, entre 1899 et 1918. Les images auxquelles ils se réfèrent sont aujourd'hui détruites ». Pierre Mac-Orlan, pour lequel, les chansons étaient tout un continent singulier, a écrit : « Les chansons perdues sont probablement les plus belles et le vieux monde les a semées le long de sa route, sur ses routes piétinées par ses représentants de vanité nationale, les lourds et jeunes soldats du vieux monde... La chanson est le meilleur moyen d'exprimer cette sentimentalité quotidienne de l'âge des souvenirs de la rue et de leurs conséquences. Le fil conducteur de cette série de romances, qui ne sont pas tant des souvenirs personnels que des souvenirs collectifs de ma génération, relie une suite de villes dont j'ai souvent parlé mais qui, pour moi, ne sont plus que des villes fantômes. revenir sur mes pas en passant par Rouen, Le Havre, Naples, Londres, Mayence, serait un voyage parmi des ruines : il ne reste plus rien des décors où j'ai vécu durant que j'étais jeune ».

### Distinctions
Le 30 janvier 1950, alors que la presse évoquait les noms de Joseph Kessel ou de Louis Guilloux, c'est Pierre Mac Orlan qui fut élu, à l'unanimité, membre de l'Académie Goncourt, pour y reprendre le couvert de Lucien Descaves, décédé en septembre de l'année précédente. Il rejoignit ainsi ses vieux amis Francis Carco, André Billy et Roland Dorgelès, et se rendit régulièrement aux réunions de l'Académie au restaurant Drouant.
S'il s'était quelque peu fait prier pour entrer à l'Académie Goncourt, c'est avec un plaisir évident qu'il reçut les insignes de commandeur de la Légion d'honneur, décernée par le Premier ministre Georges Pompidou sur proposition du ministre de la Culture André Malraux. Distinction longtemps retardée par le fait que l'enquête de moralité menée au préalable avait exhumé les publications de textes érotiques écrits par Mac Orlan au début du XXe. Nino Franck et Gilbert Sigaux durent faire plusieurs démarches auprès de Malraux afin de débloquer la situation. La décoration fut finalement décernée le 30 décembre 1966 par le préfet de Seine-et-Marne. Fait singulier : c'est ce même préfet qui, alors qu'il travaillait aux Renseignements généraux, avait instruit le dossier de moralité de l'écrivain.
Il a également été fait commandeur des Arts et des Lettres.
Enfin, en 1968, Mac Orlan rejoignit le Collège de 'Pataphysique, où il entra en qualité de Satrape.

### Dernières années, à Montmartre et Saint-Cyr-sur-Morin

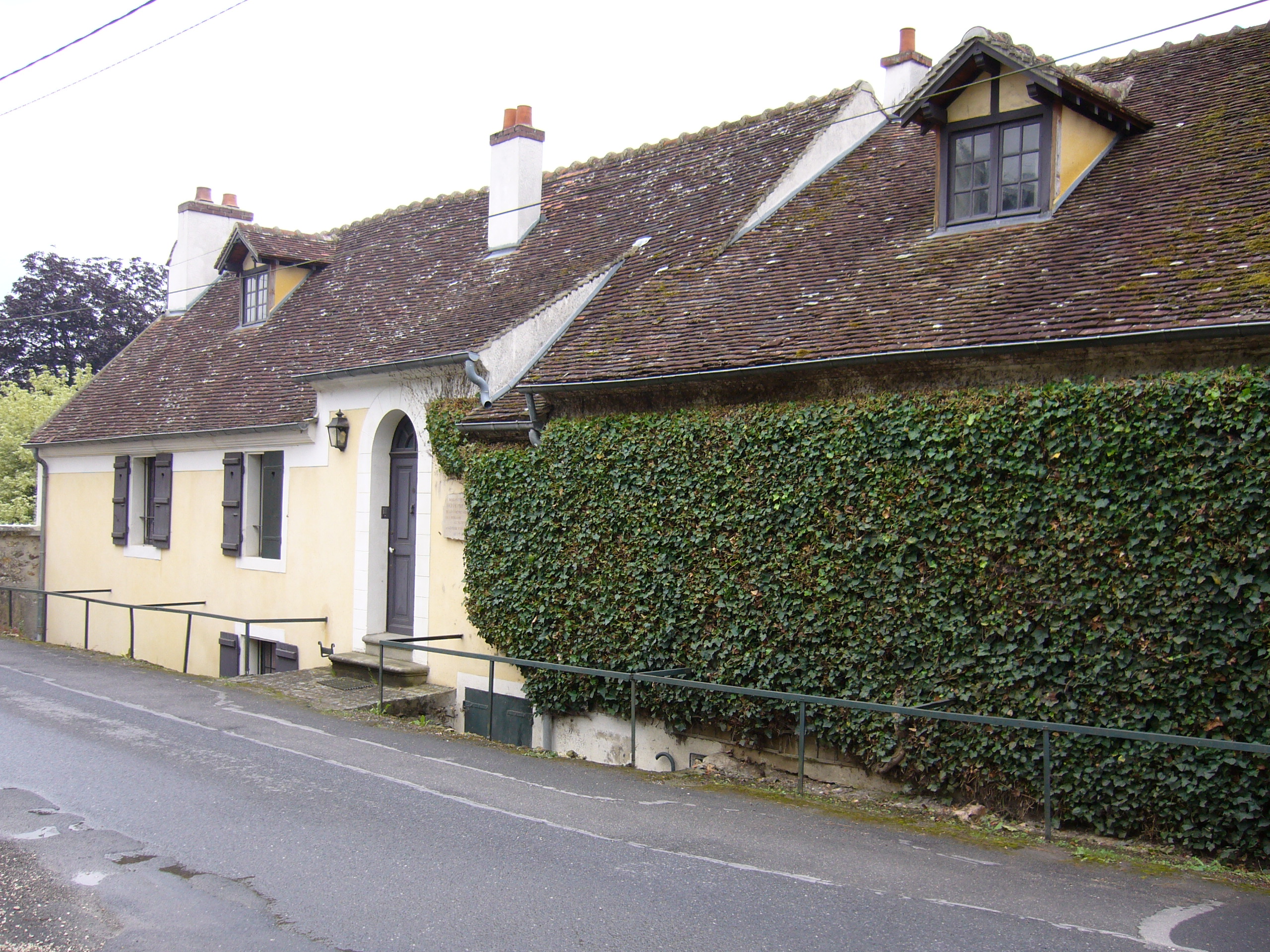
Maison de Pierre Mac Orlan à Saint-Cyr-sur-Morin (2007).

Bien qu'il assurât détester Montmartre, où il avait vécu misérablement dans sa jeunesse, c'est dans ce quartier que Mac Orlan acheta un entresol en 1957 (rue Constance). Il y vécut quatre ans avec sa femme, recevant régulièrement les visites, entre autres, d'Antoine Blondin, de Nino Franck, de Pierre Béarn, de Monique Morelli, etc. Il semble toutefois qu'il s'ennuya beaucoup dans cet appartement et, en 1961, le couple le revendit et retourna s'installer définitivement à Saint-Cyr-sur-Morin.
En retournant s'installer à la campagne, Mac Orlan se coupait partiellement de la vie culturelle parisienne, mais il en recevait des échos par l'intermédiaire de ses visiteurs, plus nombreux semble-t-il qu'ils ne l'étaient rue de Constance : outre ses familiers (Pierre Bergé, Nino Franck, Jean-Pierre Chabrol, Gilbert Sigaux, Armand Lanoux, Maurice Sauvayre et d'autres), il reçut Jean Giono, Georges Brassens, Jacques Brel, Paul Coban, Juliette Gréco, etc.
Marguerite meurt le 10 novembre 1963 à 77 ans. Elle était mariée à Pierre Mac Orlan depuis cinquante ans. Le vieil écrivain lui consacra un de ses derniers textes, un poème intitulé simplement « Marguerite Luc », daté de « Septembre 1967 – un soir de cafard » :

« Si je connaissais ton adresse / Je pourrais t'écrir' plus souvent / Les jours sont courts, les nuits me blessent / La chambre est vide pour toujours. »

Après la mort de sa femme, Mac Orlan ne quitta plus guère sa maison de Saint-Cyr-sur-Morin, cessant d'assister aux réunions de l'Académie Goncourt et travaillant dans un isolement relatif, mais croissant, à l'écriture de ses derniers textes : essentiellement l'édition définitive de Villes (1966) et Le Rugby et ses paysages sentimentaux (1968), un livre de souvenirs. Attentif à l'image qu'il laisserait après sa mort, il surveillait de près l'édition de ses Œuvres Complètes, entreprise par Gilbert Sigaux à partir de 1969 (l'édition ne fut complète qu'en 1971, après la mort de l'écrivain).
Pierre Mac Orlan meurt dans sa maison, le 27 juin 1970, d'une crise cardiaque. Il est inhumé dans le cimetière de Saint-Cyr-sur-Morin.

### Prix Mac-Orlan
Parmi ses dernières volontés, Mac Orlan avait exprimé le désir que « chaque année un prix portant [son] nom soit attribué à Saint-Cyr-sur-Morin (frais payés) à un écrivain de valeur, de préférence âgé et en difficulté avec la vie ou un artiste peintre offrant une situation semblable ». Un premier prix Mac Orlan a existé entre 1971 et 2002. Depuis 2005, un nouveau prix Mac-Orlan est décerné par le Comité Mac Orlan, présidé par Gilles Costaz. Distinct de ce comité, une « Société des Lecteurs de Mac Orlan » a été fondée en septembre 2012, et est présidée par Philippe Blondeau.

## Influence et portée de l'œuvre

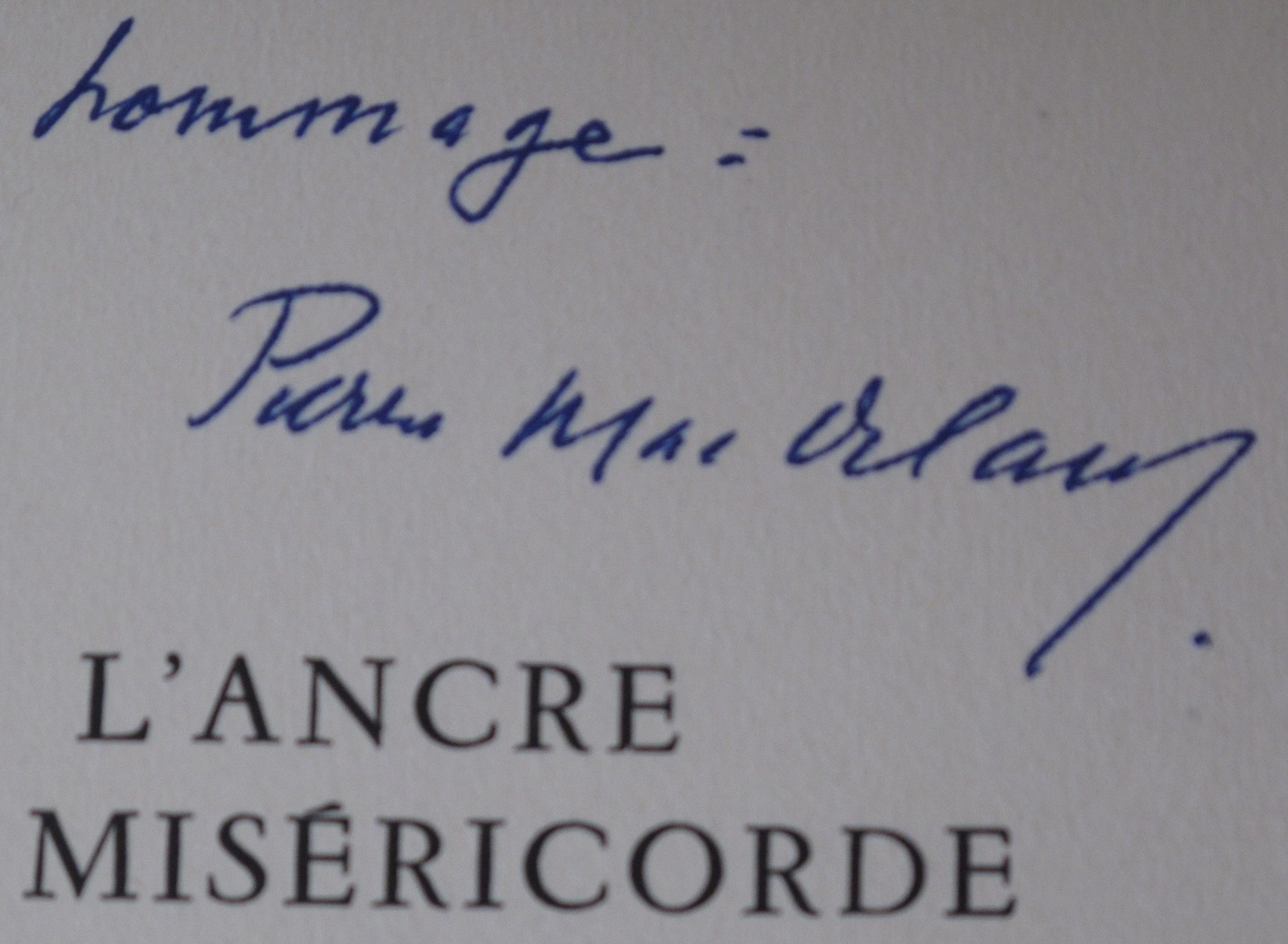
Signature autographe de Pierre Mac Orlan en dédicace d'un exemplaire de L'Ancre de Miséricorde (édition Rombaldi, 1951)

Boris Vian écrivait en 1953, à propos de Pierre Mac Orlan, dans un article pour la revue Arts : « on le redécouvre, il est temps ». Cette redécouverte annoncée semble néanmoins tarder à venir, Mac Orlan restant un auteur peu lu et peu commenté, expédié en quelques lignes, lorsqu'il y est mentionné, dans les anthologies et les manuels, dans lesquels on donne de son œuvre « une idée souvent fausse parce que partielle et hâtivement formulée », notait Bernard Baritaud en 1992,. Ainsi, l'on retient généralement de celle-ci des aspects mineurs, tels que l'évocation des bas-fonds de Montmartre, avec ses prostituées et ses voyous. Pourtant, Mac Orlan fut de son vivant, particulièrement entre les deux guerres, un auteur reconnu, admiré par André Malraux, Louis-Ferdinand Céline ou encore Raymond Queneau, auquel la presse littéraire, sous les plumes de Rachilde, Robert Kemp ou Pascal Pia, consacrait régulièrement des articles, que les photographes recherchaient pour préfacer leurs albums, et dont les œuvres étaient adaptées pour le cinéma par des metteurs en scène de renom (Marcel Carné, Julien Duvivier.) Toutefois, la réputation littéraire de Mac Orlan pâlit après la Seconde Guerre mondiale, malgré quelques hommages rendus dans le courant des années 1950 et 1960 par des écrivains tels que Louis Aragon ou Simenon, ou encore Raymond Queneau, qui dans la préface générale qu'il donna aux Œuvres complètes de Mac Orlan écrivit que la lecture de l'œuvre de ce dernier s'impose à « tous ceux qui, négligeant les modes littéraires, veulent connaitre un écrivain d'une qualité et d'une force telles qu'elles lui permettent de transmettre aux gens de demain des méditations sur des choses d'hier qui grâce à lui demeurent toujours actuelles et toujours dignes d'émouvoir et d'inquiéter ».
Écrivain en marge des grands courants littéraires (y compris du surréalisme, avec lequel son œuvre présente pourtant des affinités), dont l'installation à Saint-Cyr-sur-Morin est comme le symbole de son isolement sur la scène des Lettres, et privilégiant des genres considérés comme mineurs (chansons, romans d'aventures ou policiers…), Mac Orlan n'a eu qu'une influence discrète, mais réelle, sur les générations d'écrivains qui l'ont suivi : ainsi, René Fallet, Henri Calet, Antoine Blondin lui doivent, selon Bernard Baritaud, « une vision originale portée sur le monde et sur les hommes, traduite en une langue peu conformiste, vivante, sensuelle ». Alexandre Vialatte fut également durablement fasciné par « la saveur d'étrange cépage » de l'œuvre de Mac Orlan, qualifiée par lui de « cru Villon goût anglais », et dont l'influence sur ses propres romans est indéniable. Par ailleurs, des traits communs entre certains aspects de la création littéraire de Pierre Mac Orlan (dans Le Bal du Pont du Nord plus particulièrement) et celle de Patrick Modiano ont été relevés, tandis que l'universitaire marxiste anglais Andy Merrifield a mis en lumière l'attrait exercé par les essais de Mac Orlan sur Guy Debord, attrait perceptible dans le premier tome de Panégyrique (1989).

## Œuvres
Sauf indication contraire, ne sont mentionnés dans les rubriques « Romans et nouvelles » et « Essais, mémoires, reportages », que les textes repris dans les Œuvres Complètes en vingt-cinq volumes non numérotés, publiées sous la direction de Gilbert Sigaux, au Cercle du bibliophile (Genève, 1969-1971), avec une préface générale de Raymond Queneau. Sont indiqués pour chaque titre le nom de son éditeur, ainsi que le lieu et la date de sa première publication.
En ce qui concerne les romans et les recueils de nouvelles, le contenu des rééditions peut être notablement différent de celui des publications originales, et la composition des recueils de nouvelles n'est pas nécessairement la même d'une édition à l'autre. À l'inverse, un même ouvrage peut avoir été publié sous des titres différents. Quant aux essais, ils regroupent en règle générale des textes parus antérieurement, en volumes ou dans des revues (c'est le cas notamment pour les trois volumes de Masques sur mesure.) Ne sont signalés ici, outre les titres des recueils définitifs, que ceux des essais publiés primitivement en volume, à l'exclusion donc des indications de publication originale des textes parus en revue.
Un grand nombre de textes n'ont pas été rassemblés dans l'édition des Œuvres Complètes, soit à la demande expresse de leur auteur (les textes érotiques notamment), soit parce qu'ils étaient considérés comme perdus. On a même pu aller jusqu'à dire que ces vingt-cinq volumes ne représentaient en fait que « la partie visible de l'iceberg » du corpus mac orlanien. Francis Lacassin a par la suite fait publier plusieurs recueils posthumes de textes inédits.
D'autre part, les Cahiers Mac Orlan, qui ont vocation, sous l'égide du Comité Mac Orlan, à réunir d'autres textes introuvables de l'écrivain, comptent treize numéros publiés à ce jour.
Pour une bibliographie détaillée des œuvres de Mac Orlan, se reporter à celle qui figure dans l'étude de Bernard Baritaud, Pierre Mac Orlan. Sa vie, son temps, aux pages 331-349, qui inclut également une filmographie et une discographie.

### Romans et nouvelles

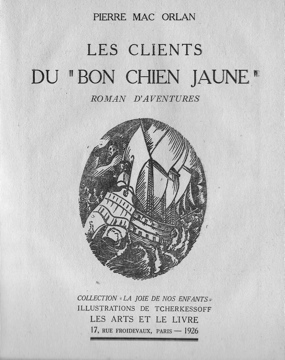
Frontispice de la première édition des Clients du Bon Chien jaune (1926)

- Les Pattes en l'air, Société d'éditions littéraires et artistiques, Librairie Ollendorff, Paris, 1911
- La Maison du retour écœurant, Bibliothèque humoristique, Paris, 1912
- Le Rire jaune, Albert Méricant, Paris, 1914
- Les Contes de la pipe en terre, L'édition moderne, Librairie Ambert, Paris, 1914
- Les Bourreurs de crâne, La Renaissance du livre, Paris, 1917
- U-713 ou les Gentilshommes d'infortune, Société littéraire de France, Paris, 1917
- Le Chant de l'équipage, L'Édition française illustrée, Paris, 1918
- Les Mystères de la morgue ou les fiancés du IVe arrondissement (coécrit avec Francis Carco), La Renaissance du livre, Paris, 1918[aj]
- Bob bataillonnaire, éd. Albin Michel, Paris, 1919 (réédité sous le titre Le Bataillonnaire en 1931)
- La Clique du Café Brebis, histoire d'un centre de rééducation intellectuelle, La Renaissance du livre, Paris, 1919
- Chronique des jours désespérés, Émile-Paul frères, Paris, 1919
- Le Nègre Léonard et maître Jean Mullin, Éditions de la Banderole, Paris (tirage limité), Paris, 1920 / Gallimard, Paris, 1920
- Malice, Editions de la Banderole, 1920, avec des illustrations de Chas Laborde (tirage limité)
- À bord de L'Étoile Matutine, Georges Crès, Paris, 1920
- La Bête conquérante, L'Édition française illustrée, Paris, 1920
- La Cavalière Elsa, Gallimard, Paris, 1921 (prix La Renaissance 1922, présidé par Colette)
- Malice, Georges Crès, Paris, 1923
- La Vénus internationale, Gallimard, 1923
- À l'hôpital Marie-Madeleine, Le Sagittaire, Paris, 1924
- Marguerite de la nuit, Émile-Paul frères, Paris, 1925 ; Arthème Fayard, Paris, 1935
- Les Clients du Bon Chien jaune, ill. de Georges Tcherkessof, Les Arts et le livre, Paris, 1926
- Sous la lumière froide, Émile-Paul, Paris, 1926
- Les Feux du Batavia, À la Cité des Livres, coll. « L'Alphabet des Lettres », 1926 ; Éditions Lumière, coll. « La Flèche d'or », 1944, Illustrations de René Guiette; Éditions Cartouche, coll. « La Petite Cartouche », 2009.
- Le Quai des brumes, Gallimard, Paris, 1927
- La Danse macabre, Éditions Simon Kra, Paris, 1927, Illustrations (20) de Yan B Dyl, pochoirs de Daniel Jacomet, tirage limité à 325 exemplaires numérotés.
- Dinah Miami, Éditions Larousse, Paris, 1928
- Les Vrais Mémoires de Fanny Hill, Éditions M.P. Trémois, Paris, Paris, 1929 (édition définitive sous le titre de Les dés pipés ou Les aventures de Miss Fanny Hill en 1952)
- La Tradition de minuit, Émile-Paul frères, Paris, 1930
- La Bandera, Gallimard, Paris, 1931
- Quartier réservé, Gallimard, Paris, 1932
- La Croix, l'ancre et la grenade, Devambez, Paris, 1932
- Filles d'amour et ports d'Europe, Éditions de France, Paris, 1932 (première version de ce qui devient Mademoiselle Bambù en 1966)
- La Nuit de Zeebrugge, Librairie des Champs-Élysées, coll. « Le Masque », Série « Aventures et légendes de la mer » no 8, Paris, 1934 (republié sous le titre Le Bal du Pont du Nord en 1946)
- Le Tueur no 2, Librairie des Champs-Élysées, coll. « Police-Sélection », Paris, 1935. Cet ouvrage a fait l'objet d'une adaptation radiophonique dans l'émission Les Maîtres du mystère
- Le Camp Domineau, Gallimard, Paris, 1937
- Le Carrefour des trois couteaux, Librairie des Champs-Élysées, coll. « Le Masque », Paris, 1940
- L'Ancre de miséricorde, Émile-Paul frères, Paris, 1941
- Plaisirs à l'ombre d'un Clocher, Éditions Prisma, 1943, en feuillets mobiles sous chemise cartonnée, 25 pages. Illustrations de L. Caillaud. Plaquette éditée à l'occasion d'une journée au village de la chanson : Courgent, dans les Yvelines, le 15 août 1943. Tirage limité.
- Picardie, Émile-Paul, Paris, 1943 Réédité sous le nom Babet de Picardie, chez Le Livre Contemporain, 1958, dans la collection "Visages de l'Aventure. De Villon à Saint-Exupéry" dirigée par Pierre Mac Orlan, avec jaquette.
- Attelages militaires, coll. « Les Equipages », Compagnie française des Arts graphiques, Paris, 1944, Tirage limité à 1 550 exemplaires numérotés, Illustrations de Edmond Lajoux.
- Père Barbançon, Éditions de L'Arc-en-Ciel, Paris, 1948 (intégré par la suite à Filles d'amour et ports d'Europe)
- Pig, le Petit Cochon savant, 1956, Éditions Bias, Illustrations de J.-M. Rabec. Imprimerie Fournier Frères, Paris.
- Mademoiselle Bambù, Le Livre de poche no 1720, 1966 (version définitive de Filles d'amour et ports d'Europe et Père Barbançon)

### Essais, mémoires, reportages
- Petit manuel du parfait aventurier, La Sirène, Paris, 1920
- Le Livre de la Guerre de Cent ans, Texte de Pierre Mac Orlan, Illustrations de Gus Bofa, La Renaissance du Livre, Paris, 1921. Tirage limité à 401 exemplaires numérotés.
- L'Inflation sentimentale, Texte de Pierre Mac Orlan et Aquarelles de Chas Laborde, 21 gravures à l'eau-forte, La Renaissance du Livre, Paris, 1923, tirage limité à 140 exemplaires numérotés.
- Les Pirates de l'avenue du rhum, Le Sagittaire, Paris, 1925
- Brest, Éditions Émile-Paul, Paris, 1926 (repris dans le recueil Villes publié en 1929)
- Aux Lumières de Paris, Éditions Georges Crès & Cie, Paris, 1925. Avec illustrations de Jules Pascin.
- Boutiques de la Foire, Paris,1926, Éditions Marcel Seheur, avec des lithographies de Lucien Boucher.
- Les Jeux du demi-jour, Essai, Éditions de la Nouvelle Revue Françoise (NRF), Paris, 1927, avec un Portrait de l'auteur par Chas Laborde gravé sur bois par Georges Aubert, édition limitée à 770 exemplaires numérotés.
- La Seine, Pierre Laffite, Paris, 1927
- Rue des Charrettes, Éditions Émile Hazan, Paris, 1927 (repris sous le titre Rouen dans le recueil Villes publié en 1929)
- Rue Saint-Vincent, Éditions du Capitole, Paris, 1928 (repris sous le titre Montmartre dans le recueil Villes publié l'année suivante)
- Rues et visages de Londres, Librairie J. Terquem, 1928 Tirage limité à 121 exemplaires numérotés, avec Illustrations de Chas Laborde (repris sous le titre Londres dans le recueil Villes publié l'année suivante)
- Rhénanie, Éditions Émile-Paul, Paris, 1928 (repris sous le titre Villes rhénanes dans le recueil Villes publié l'année suivante)
- Villes, Gallimard, Paris, 1929
- Sélections sur Ondes courtes, Les Éditions des Cahiers libres, Paris, 1929, tirage limité à 730 exemplaires numérotés.
- Nuit aux bouges, Flammarion, Paris, 1929 (illustrations d'André Dignimont)
- Les Valets d'Ombre, Essai, Éditions de la Belle Page, Collection "Rara Avis", 1930, 26p, Plaquette tirée à 96 exemplaires.
- Légionnaires, A la Légion étrangère espagnole, A la Légion étrangère française, Éditions du Capitole, Paris, 1930
- Le Bataillon de la mauvaise chance. Un civil chez les joyeux, Éditions de France, Paris, 1933
- La légion étrangère, Paris, Flammarion, 1933
- Hambourg, Éditions Alpina, Paris, 1933 (repris dans la version définitive du recueil Villes publié en 1966)
- Rues secrètes, Gallimard, Paris, 1934
- Verdun, Nouvelles éditions latines, Paris, 1935
- Propos d'infanterie, Fernand Sorlot, Paris, 1936
- 25 Dessins du vieux Paris, par Anne-Marie Fontaine, Texte de Pierre Mac Orlan, publié aux frais de l'Auteur, Paris, s.d. (vers 1936), 25 reproductions de dessins et 8 pages de texte, tirage limité à trente (30) exemplaires numérotés.
- Masques sur mesure, Gallimard, Paris, 1937
- Les Démons Gardiens, Aux dépens des Amis de l'Artiste, Paris,1937, avec des Eaux-Fortes de Chas Laborde, tirage limité à 271 exemplaires numérotés provenant des presses à bras de Roger Lacourière, Imprimeur-Editeur, Graveur, 120 pages.
- Dans les tranchées, Les Œuvres libres, Librairie Arthème Fayard, Paris, 1939
- Lautrec peintre de la lumière froide, Paris, Floury, coll. « Anciens et modernes », 1941, 179 p., ill., couv. ill. ; 19 cm (BNF 37459751)
- Entre-Temps gris, Éditions Jean-Gabriel Daragnès, Paris, 1943, en Feuilles, couverture illustrée d'un bois de Daragnès, dans emboîtage,tirage limité à 45 exemplaires numérotés.
- Parades abolies, Impressions foraines de Pierre Mac Orlan, Aquarelles de Roger Wild, Éditions A.& P. Jarach, Paris, 1945. Tirage limité à 282 exemplaires numérotés.
- Montmartre, Éditions Armand de Chabassol, Bruxelles, 1946
- Les Bandes. Essais sur l'éducation sentimentale, Éditions de la belle page, Paris, 1947
- L'Écharpe de suie, La Couronne, Paris, 1947
- La Couronne de Paris, Texte de Pierre Mac Orlan, Illustrations d'André Jacquemin, édité par l'Union bibliophilique de France, 1947, avec 13 eaux-fortes originales et dessins gravés sur bois du dit A. Jacquemin, dans les éditions postérieures, cette œuvre est souvent accompagné de Les Bandes, Parades abolies, Montmartre.
- O Paris , Texte de Pierre Mac Orlan, Aquarelles (15) de Maryand, Paris, 1948, sur les Presses de Roger Lescaret.
- Paris, Encyclopédie Alpina illustrée, 1948, 40 planches de photographies, 3 pages d'introduction.
- Éloge de Gus Bofa, Éditions Manuel Bruker, Paris, 1949.
- Le Diable dans la Rue, avec des illustrations de Chas Laborde, Éditions Littéraires de France, s.d. (vers 1950), in "Le Diable à Paris", Fantaisie réaliste en douze Tableaux.
- Paul Elsas, Essai sur Paul Elsas, Les Presses Littéraires de France, Paris, 1952, tirage limité.
- Surprenants Visages de Paris, aux Éditions Vialey, Paris, 1952, avec des aquarelles (10) et des dessins (4) de Gaston Barret.
- La Chanson des Portes, Éditions Pierre Gaudin, Paris, 1952, en feuillets (6), édition limitée à 80 exemplaires réservés « aux Amis de Camille Renault » et 100 exemplaires hors-commerce.
- La Lanterne sourde, Gallimard, Paris, 1953
- André Planson, avec une Biographie, une Bibliographie et une Documentation complète sur le Peintre et son Œuvre, Éditions Pierre Cailler, Genève, 1954, no 32 de la Collection Peintres & Sculpteurs d'hier et d'aujourd'hui.
- Le Mémorial du petit jour, Gallimard, Paris, 1955
- Costumes de la Marine française 1678 1808, Paris, G. Delluc, 1955, Illustrations (15 Aquarelles) de Max Bertrand, Tirage limité à 1 550 exemplaires numérotés réservés aux " Amis de la Société anonyme de Gérance et d'Armement et de la Compagnie des Bateaux à vapeur du Nord ".
- Éloge de Daragnès, Éditions Manuel Bruker, Paris, 1956, édition limitée à 200 exemplaires.
- Les Visiteurs de Gavarni, in Gavarni / Images de Gavarni, texte inédit de Pierre Mac Orlan, publié par l'Association des anciens élèves d'H.E.C. pour la Nuit H.E.C.-1955, tirage limité à 1 200 exemplaires numérotés, couverture cartonnée gaufrée, décor médaillon au monogramme de Gavarni, œuvres de Gavarni reproduites en photogravures, sous emboîtage, peu courant.
- Le Gros Rouge, Mémoires d'un Passant inutile. 1920-1928. Un volume de la Collection "Les Fermiers Généraux", (1956-1957), Éditions du Cap, Monte-Carlo, 1957. Avec des illustrations de Georges Pascin. Édition hors-commerce tirée à l'intention exclusive des sociétaires des "Fermiers généraux".
- La Pension Mary Stuart, suivi de Docks, Les Feux du Batavia, Lithographies de Simon Goldberg, Société des bibliophiles "Hippocrate et ses Amis", Paris, 1958, tirage limité.
- Vlaminck, Imprimerie nationale / André Sauret, Paris, 1958, 42 planches imprimées par Mourlot dont 5 lithographies originales de Vlaminck dont 1 en couleur en double page.
- La Petite cloche de Sorbonne, Gallimard, Paris, 1959
- Jack Chambrin, Prix Fénéon 1954, Éditions Galerie J.-C. de Chaudin, Paris, 1959. (Catalogue d'exposition, préface).
- Masques sur mesure II (Œuvres Complètes, volume XXIV[ak]), Le Cercle du bibliophile, Genève, 1970 (réunit les principaux essais consacrés à la peinture)
- Masques sur mesure III (Œuvres Complètes, volume XXV), Le Cercle du bibliophile, Genève, 1970 (contient un choix de préfaces et de portraits)
- Sous la croix blanche, Le Cercle du bibliophile, Genève, 1971 (texte écrit en 1946 et non publié à l'époque. Recueilli dans les Œuvres Complètes avec Picardie)

### Poésie et chansons
- Chansons pour accordéon, Gallimard, Paris, 1953
- Poésies documentaires complètes, Gallimard, Paris, 1954
- Mémoires en chansons, Gallimard, Paris, 1962

### Littérature érotique

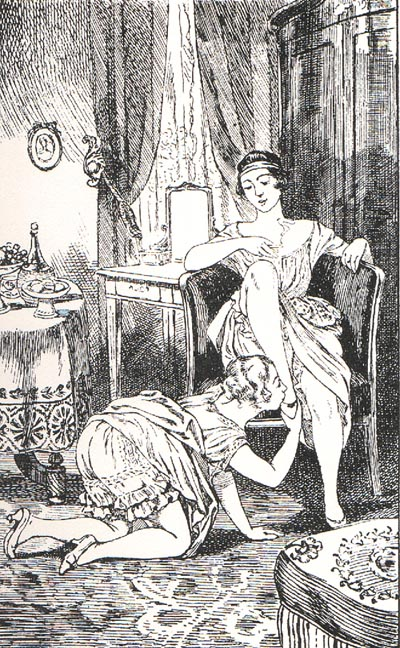
Illustration de Martin van Maële pour l'ouvrage de Pierre Mac Orlan La Comtesse au fouet, Jean Fort, coll, Paris, 1926.

Les tout premiers écrits de cet auteur paraissent sous la forme d'ouvrages à caractère érotique : soit anonymement, soit sous le couvert de pseudonymes, soit sous son nom de naissance. Il poursuit l'exploitation de ce genre littéraire durant plus de trente ans.
- [anonyme] Le Masochisme en Amérique, La Librairie d'amateurs, Paris, 1905  ; réédité sous le nom de Pierre Dumarchey, aux éditions Jean Fort, 1910.
- Le Journal d'une masseuse, sous le pseudonyme La Vrille, R. Dorn, éditeur, Paris, 1906 ; réédité chez Jean Fort, Paris, 1923.
- Maison de flagellations. Traité sur les Méthodes employées par les Flagellomanes par le Dr Fowler (pseudonyme). Illustré de croquis et de photographies d'après nature, Paris,  Éditions E. Török, Paris-Pragues [sic], 1907.
- Femmes du monde et sang bleu, Première partie : Georges, sous le pseudonyme de Chevalier de X., hors commerce, « Pour les amis d'Isidore Liseux », Paris, 1908  Un des livres clandestins les plus difficiles à trouver, le stock aurait été détruit en 1913.
- La Comtesse au fouet, belle et terrible (l'homme-chien), roman d'une héroïne de Sacher-Masoch, sous le nom de Pierre Dumarchey, Jean Fort, Paris, 1908.
- Les Grandes flagellées de l'histoire, sous le nom de Pierre Dumarchey, Jean Fort, Paris, 1909.
- Lise fessée, sous le nom de Pierre Dumarchey, Jean Fort, Paris, 1910.
- Les Aventures amoureuses de Mademoiselle de Sommerange ou Les Aventures libertines d'une Demoiselle de Qualité sous la Terreur, sous le pseudonyme de Pierre du Bourdel, « Sweetgra's, Québec » [Jean Fort, Paris], 1910.
- Mademoiselle de Mustelle et ses amies. Roman pervers d'une fillette élégante et vicieuse, sous le pseudonyme de Pierre du Bourdel, Jean Fort, Paris, 1913.
- Quinze ans. Roman sur la Discipline familiale suivi de Quelques Lettres sur les Châtiments corporels dans l'Éducation des jeunes Filles et de Sonia ou la belle Étudiante, sous le pseudonyme de Sadie Blackeyes, illustrations de Louis Malteste, coll. « Les Orties blanches », chez Jean Fort, Paris, 1913.
- Petite dactylo, suivi de Les Belles clientes de M. Brozen et de Le Maître d'école, avec un choix de lettres concernant les faits curieux touchant la flagellation des misses et des femmes, sous le pseudonyme de  Sadie Blackeyes, coll. « Les Orties blanches », avec 32 illustrations de G[aston] Smit, Paris, Jean Fort, 1914.
- Baby Douce Fille, sous le pseudonyme de Sadie Blackeyes, Jean Fort, Paris, 1919.
- Petites cousines, sous le pseudonyme de Sadinet, À la folie du jour, Paris, 1919 
  - Réédition sous le titre Petites cousines. Souvenirs érotiques d'un homme de qualité touchant les jolies petites cousines... les bonnes à tout faire... les femmes du monde et les belles filles de province, édition publiée par Paul Coutinaud, illustrée de dix eaux-fortes de Léon Courbouleix, Aux dépens d'un amateur et pour ses amis, [1933].
- L'Instrument des apothicaires, sous le pseudonyme Claude de Saint-Hieble, avec 11 vignettes et 7 hors-texte Martin Van Maele, coll. « Les Amis du bon vieux temps », Jean Fort, Paris, 1920.
- Miss. Souvenirs d'un pensionnat de correction par une demoiselle de bonne Famille, (sous le pseudonyme Sadie Blackeyes, illustrations de Louis Malteste, collection des Orties blanches [P. Fort], Paris, s.d. [1922].
- [anonyme] Abécédaire des filles et de l'Enfant chéri, poèmes, illustrations de Jules Pascin, Paris, Éditions de la Fanfare de Montparnasse, 1924 ; rééd. anonyme en 1935.
- [anonyme] La Semaine secrète de Vénus, illustré de 10 aquarelles et 10 culs-de-lampe attribués à André Dignimont, P. Cotinaud, Paris, 1926.
- [attribution] Les contemporaines galantes, Paris, 1931.

### Publications posthumes
- Le Mystère de la malle n°1 (quatre reportages de 1924 à 1934), U.G.E., coll. « 10/18 », Paris, 1984
- Manon la souricière (contes et nouvelles non recueillis dans les Œuvres complètes), Gallimard, Paris, 1986
- Capitaine Alcindor, (contes et nouvelles non recueillis dans les Œuvres complètes), Gallimard, Paris, 1988
- Les Compagnons de l'Aventure, Editions du Rocher, 1997, préf. de Francis Lacassin.
- Visiteurs de Minuit, Nrf-Gallimard, Paris, 1997, préf. de Francis Lacassin.
- Domaine de l'ombre (articles consacrés au « fantastique social » non recueillis dans Masques sur Mesure), Phébus, Paris, 2000
- Images abolies (recueil d'articles et de préfaces non réédités), Michel de Maule, Paris, 2005
- Écrits sur la photographie (recueil d'études et d'articles sur la photographie), Textuel, coll. « L'écriture photographique », 2011

## Dans l'audiovisuel

### Cinéma
Pierre Mac Orlan signe en 1923 un contrat avec la société de production de Marcel L'Herbier Cinégraphic pour les adaptations à l'écran de Malice, du Chant de l'équipage et du Choc en Retour, ce dernier projet devant être tourné par Louis Delluc. Louis Delluc décède dans les mois qui suivent.
La collaboration avec Marcel L'Herbier produira L'Inhumaine en 1924

#### Adaptations d'œuvres de Mac Orlan
- 1935 : La Bandera, adapté et réalisé par Julien Duvivier
- 1938 : Le Quai des brumes, réalisé par Marcel Carné, scénario de Jacques Prévert
- 1939 : La Tradition de minuit, adapté et réalisé par Roger Richebé, scénario coécrit par Jean Aurenche
- 1955 : Marguerite de la nuit, réalisé par Claude Autant-Lara, scénario de Ghislaine Autant-Lara et Gabriel Arout

#### Collaborations
- 1924 : L'Inhumaine, réalisé par Marcel L'Herbier, scénario coécrit par Pierre Mac Orlan, Georgette Leblanc, Marcel L'Herbier
- 1932 : Les Petits Métiers de Paris, court métrage documentaire réalisé par Pierre Chenal, commentaire et voix de Pierre Mac Orlan
- 1937 : Le Choc en retour, réalisé par Maurice Kéroul et Georges Monca, scénario de Pierre Mac Orlan
- 1943 : Voyage sans espoir, réalisé par Christian-Jaque, scénario de Pierre Mac Orlan
- 1945 : François Villon, réalisé par André Zwobada, scénario de Pierre Mac Orlan

### Radio
- Plusieurs récits de Pierre Mac Orlan ont été adaptés pour la radio, le plus souvent par Nino Franck (Capitaine Alcindor, 1948, La Bête conquérante, 1952, Pension Usher, 1959), mais également par Pierre Berger (Quai des brumes, 1955), Armand Lanoux (La Fille de Londres, 1953), etc.
- Mac Orlan a par ailleurs participé à une dizaine d'émissions de radio en compagnie de Nino Franck entre 1947 et 1958. Les textes de l'émission intitulée Souvenirs de la nuit (1955) ont été publiés dans le Cahier Pierre Mac Orlan no 5 (Prima Linea, 1994) sous le même titre.